# 音戸の瀬戸

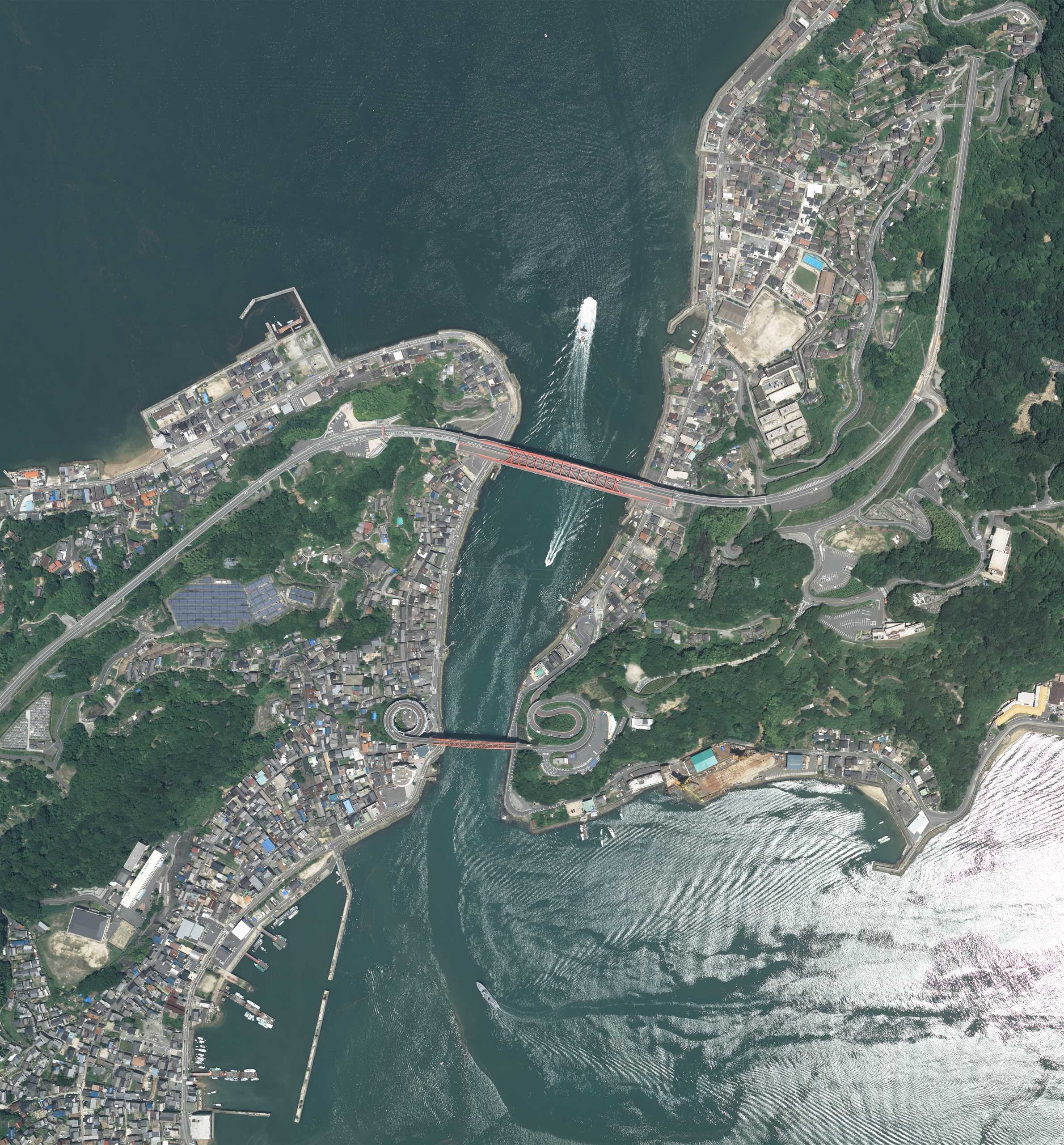
左が倉橋島で右が本州
下が音戸大橋で上が第二音戸大橋
2018年撮影、

音戸の瀬戸（おんどのせと）は、広島県の呉市にある本州と倉橋島の間に存在する海峡。
この瀬戸とは、海峡を意味する。ほぼ南北に伸びる海峡で南北方向約1,000メートル、幅は北口で約200メートル、南口の狭いところで約80メートル。以前は急流となる全長200m、幅90mの部分を指した。
瀬戸内銀座と称される瀬戸内海有数の航路であり、平清盛が開削したという伝説や風光明媚な観光地として知られている。

## 沿革

### 隠渡
音戸という地名の由来の一つに「隠渡」がある。これは、この海峡を干潮時に歩いて渡ることができたことから隠渡と呼ぶようになったという。
伝承によれば音戸には、奈良時代には人が住んでいたと伝えられている。当時海岸はすべて砂浜で、警固屋と幅3尺（約0.9メートル）の砂州でつながっていた。その付近の集落を“隠れて渡る”から隠渡あるいは隠戸と呼んだ。そしてここを通行していた大阪商人が書きやすいようにと隠渡・隠戸から音戸を用いだしたのがこの名の始まりであるという。その他にも、平家の落人が渡ったことから、あるいは海賊が渡ったことから呼ばれだしたという伝承もある。
瀬戸内海を横切る主要航路は、朝廷によって難波津から大宰府を繋ぐものとして整備された。古来の倉橋島南側の倉橋町は「長門島」と呼ばれその主要航路で”潮待ちの港”が存在し、さらに遣唐使船がこの島で作られたと推察されているほど古来から造船の島であった。音戸北側に渡子という地名があり、これは7世紀から9世紀に交通の要所の置かれた公設渡船の“渡し守“に由来することから、古来からこの海峡には渡船があったと推定されている。
つまり、遅くとも奈良時代には倉橋島の南を通るルート、そして北であるこの海峡を通るルートが成立していたと考えられている。

### 清盛伝説

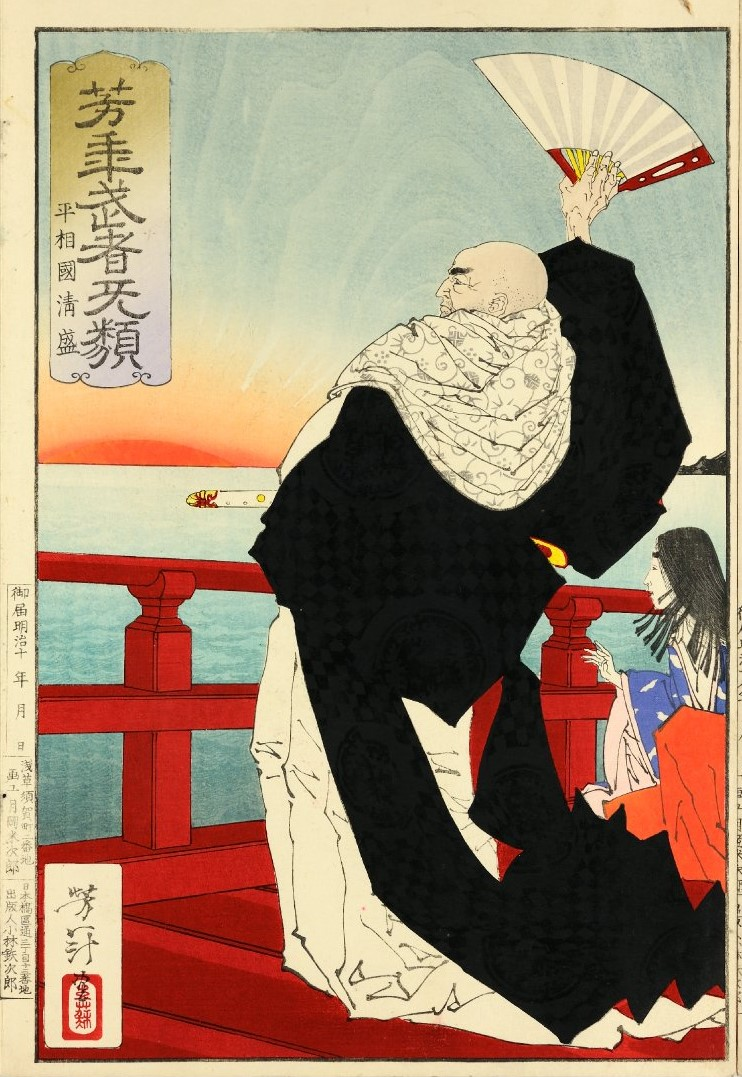
月岡芳年『芳年武者无類 平相国清盛』明治18年（1885年）。清盛の日招き伝説。

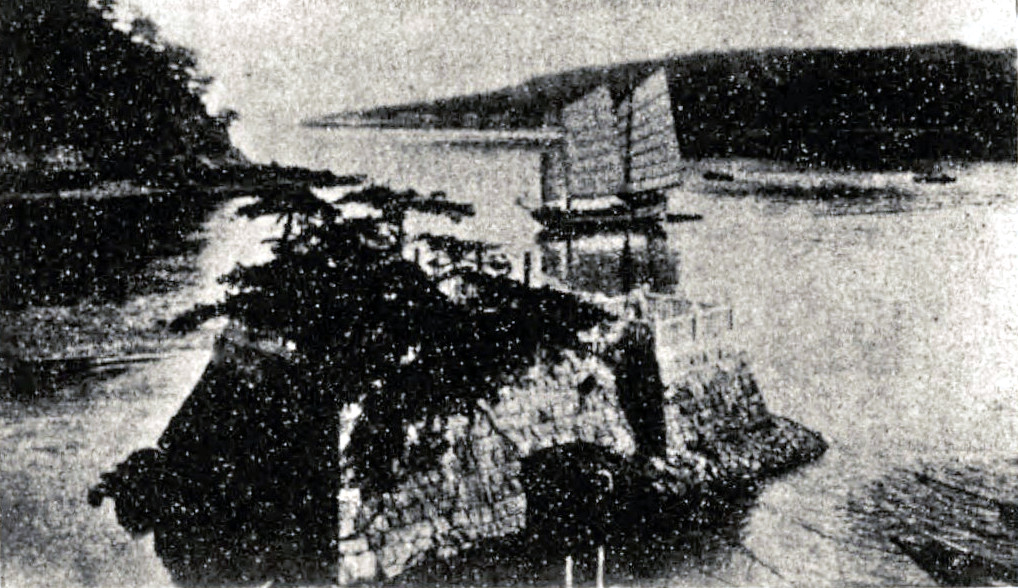
戦前の県史跡「伝清盛塚」。伝承では1184年（元暦元年）建立されたと言われている。中の宝篋印塔は高さ2.05メートルで室町時代の作なのは確定している。塚内のクロマツは「音戸の清盛松」と呼ばれ、伝承では枯死したものを1719年（享保4年）植え替えたと言われている。

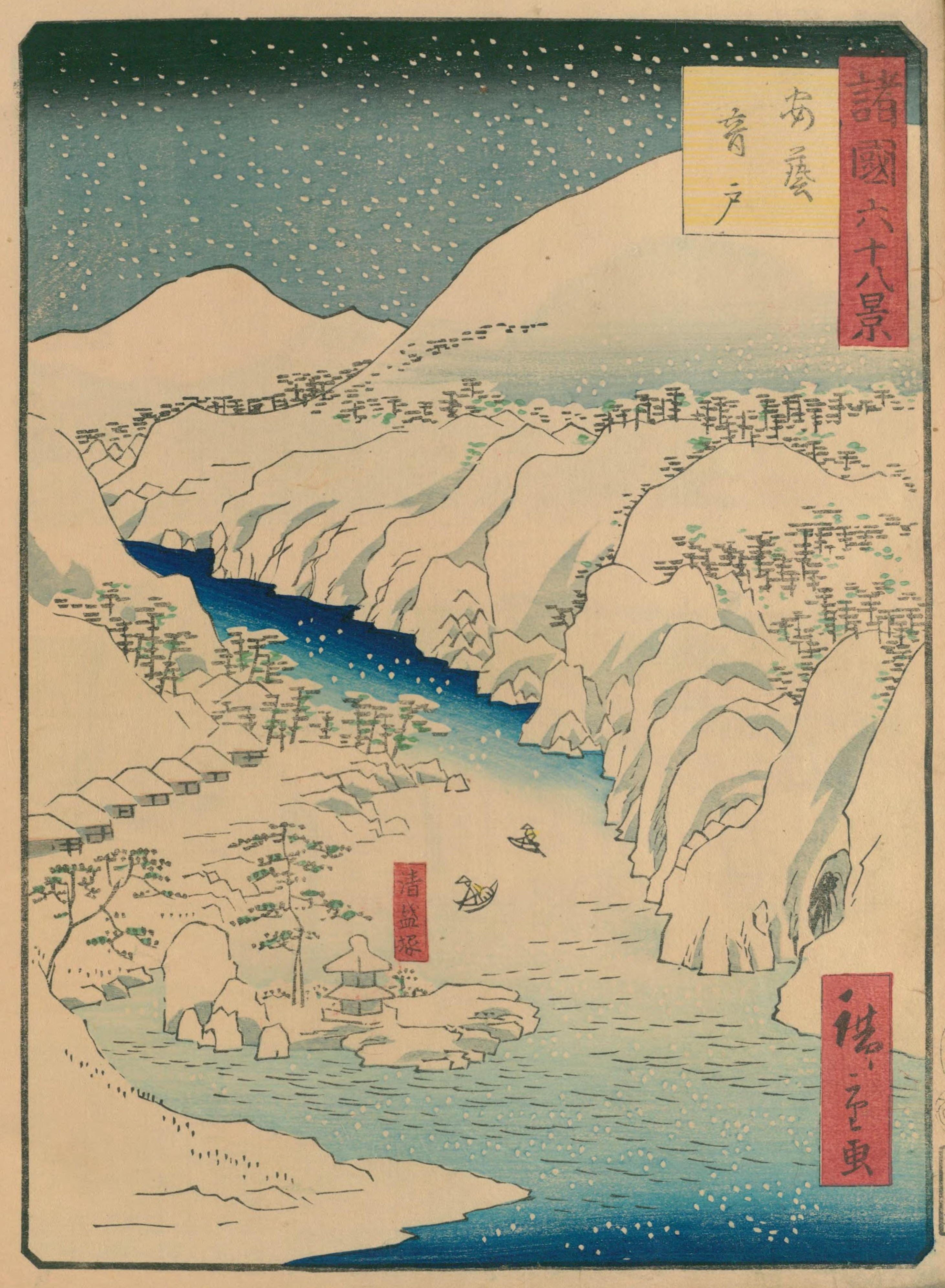
二代目広重『諸国六十八景　安芸音戸』文久2年（1862年）。なおこの地は瀬戸内海式気候に属し雪が降ること自体が稀である。

#### 伝承
この海峡で有名なのは、平清盛が開削し永万元年（1165年）旧暦7月10日完成した伝説である。この海峡はつながっていて、開削するに至った理由は、厳島神社参詣航路の整備として、荘園からの租税運搬のため、日宋貿易のための航路として、海賊取り締まりのため、など諸説言われている。
この地に着いた時、短気な清盛は倉橋島を大回りするのをバカバカしく思いここを開削すると下知した。家臣は人力では無理ですと答えた。清盛は「なに人力に及ばすとや、天魔をも駆るべく、鬼神をも役すべし、天下何物か人力に依りて成らざるものあらんや、いでいで清盛が見事切り開いて見すべきぞ」と工事を決行した。
亀山神社が代拝し、後に清盛により厳島神社とともに再建されたという。工事には連日数千人規模で行われ莫大な費用を要した。工事は思ったように進まなかった。
工事はあと少しで完成しようとしていたが、日は沈み観音山の影に隠れた。そこで清盛は山の小岩の上に立ち金扇を広げ「かえせ、もどせ」と叫ぶと日は再び昇った。これで工事は完成した。
沈む夕日を呼び戻し、1日で開削したとする伝説もある。 ---- 清盛の日招き伝説
清盛は厳島神社の巫女に恋慕していた。巫女は神社繁栄のため清盛に、瀬戸を開削したら意に従う、と思わせぶりな返答をした。清盛は完成にこぎつけたが、巫女は体を大蛇に変えこの瀬戸を逃げた。清盛は舟で追ったが逆潮で進まなかった。怒った清盛は船の舳先に立って海を睨みつけると潮の流れが変わり船を進めた。 ---- 清盛のにらみ潮伝説
工事安全祈願のために人柱の代わりに一字一石の経石を海底に沈めたと言われ、その地に石塔を建立、これが清盛塚である。音戸とはこの清盛の「御塔（おんとう）」が由来とも言われている。他にも、警固屋（けごや）はこの工事の際に飯炊き小屋＝食小屋が置かれたことから、音戸町引地は小淵を掘削土で埋めた場所、と言われている。
その清盛は1181年（治承5年）に没するが、日招きが災いしたとも言われている。

#### 真偽
この話は、古くから真偽は疑われている。大きな要因として、当時の朝廷の記録および清盛の記録にこの工事のことが全く記されていないためである。
清盛が安芸守であったこと、厳島神社を造営したこと、大輪田泊（現神戸港）や瀬戸内の航路を整備した事実があり、この海峡両岸一帯の荘園“安摩荘”は清盛の弟である平頼盛が領主であったことから、この海峡に清盛の何らかの影響があった可能性は高い。記録がないのは、源氏による鎌倉幕府が成立して以降平氏の歴史が消去されていったためと推察されている。地元呉市ではこの伝説は事実として語られている。
一方で、偽説であるとする根拠はいくつかある。地理学的に考察するとそもそもつながっていなかったとする説がある（下記参照）。日本全国に点在する日招き伝説の起源は劉安『淮南子』内の説話で、そこから広まったことが定説となっている。にらみ潮も『淮南子』の中に同じような話がある。人柱の代わりに小石に一切経を書いたという伝承は、『平家物語』では経が島のことである。
文献で見ると、1389年（康応元年）今川貞世『鹿苑院殿厳島詣記』にはこの海峡を通過した情景は書かれているが清盛のことは一切書かれておらず、現在もこの地に残る清盛塚にある宝篋印塔が室町時代の作であることから、この伝説が単なる作り話であるならば室町ごろに成立したものと考えられている。時代が下ると、1580年（天正8年）棚守房顕『房顕覚書』に「清盛福原ヨリ月詣テ在、音渡瀬戸其砌被掘」、安土桃山時代に書かれた平佐就言『輝元公御上洛日記』には「清盛ノ石塔」が書かれている。この話が広く流布したのは江戸時代後期のことで、評判の悪かった清盛が儒学者によって再評価される流れとなったことと寺社参詣の旅行ブームの中でのことである。中国山地壬生の花田植にこの伝説の田植え歌があることからかなり広い範囲で伝播していたことがわかっている。この地の地名起源と清盛（平家）伝説とが結びついた話はこうした中で文化人や地元民が創作したものと推定されている。ただ近代では、清盛伝説は大衆文化での人気題材にはならなかったこと、代わって軍人など新たなヒーローが好まれたことなどから、この伝説は全国には伝播しなかった。

### 中世の勢力
中世、瀬戸内海の島々は荘園化が進められ、畿内に租税が船で運ばれていった。航路の難所では、航行の安全を確保するとして水先人が登場しそして警固料（通行料）を取るようになった。これが警固衆（水軍）の起こりである。
南北朝時代、警固屋は警固屋氏が支配し周辺の豪族とで呉衆と呼ばれた連合組織を形成していた。呉衆は周防守護大内氏の傘下にあり大内水軍として各地を転戦している 。ただ『芸藩通志』には警固屋の城は宮原隼人の居城であると示されていることから、警固屋氏は没落したことになる。
『鹿苑院殿厳島詣記』には、音戸の瀬戸に入った足利義満の前に大内氏傘下多賀谷氏の某が来て大内義弘が遅参している理由を義満に弁明したことが書かれている。

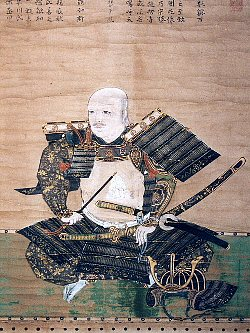
乃美賢勝の子、乃美宗勝。毛利水軍の主力として各地を転戦した。

一方で倉橋島北側の音戸町は当時「波多見島」と呼ばれ、矢野城（現安芸区）を根城とした大内氏傘下野間氏が支配し、瀬戸城（あるいは波多見城）をその拠点とした。1421年（応永28年）野間氏は竹原小早川氏と縁組を結び、嫁がせた娘の扶養料として一代限りの期限付きで島を譲渡した。のちに野間氏は援助の見返りとして小早川氏に島を永久譲渡した。上記の清盛塚にある宝篋印塔が室町時代の作であること、塚がある地は建立当時友好関係にあった野間氏と小早川氏に関係する縄張りであることから、その建立に2者が関わっていると推定されている。
1466年（文正元年）、小早川氏は乃美氏に波多見島を守らせ瀬戸城主とし、乃美氏は瀬戸姓を名乗るようになる。同年、野間氏は約定を破り波多見島へ出兵、これにより小早川氏との対立が明確なものとなった。2者は共に大内氏傘下の関係にあり、2者の対立を大内氏が治めたが、応仁の乱のどさくさに紛れ野間氏は出兵し瀬戸城を占拠する。小早川氏が奪い返した後、大内氏はこの紛争に介入し波多見島は2者による分割統治という妥協案を飲ませた。
1523年（大永3年）大内氏と対立していた出雲尼子氏が安芸に侵攻してくると、再び野間氏と小早川氏との抗争が活発化した。1525年（大永5年）小早川氏の瀬戸賢勝（乃美賢勝）が野間氏を呉から追い出し、これ以降波多見島は小早川水軍の拠点の一つとなった。
伝承によると、清盛塚の周りの石垣は小早川隆景が整備したと言われており、そのことを記した碑が塚内に建っている。

### 近代

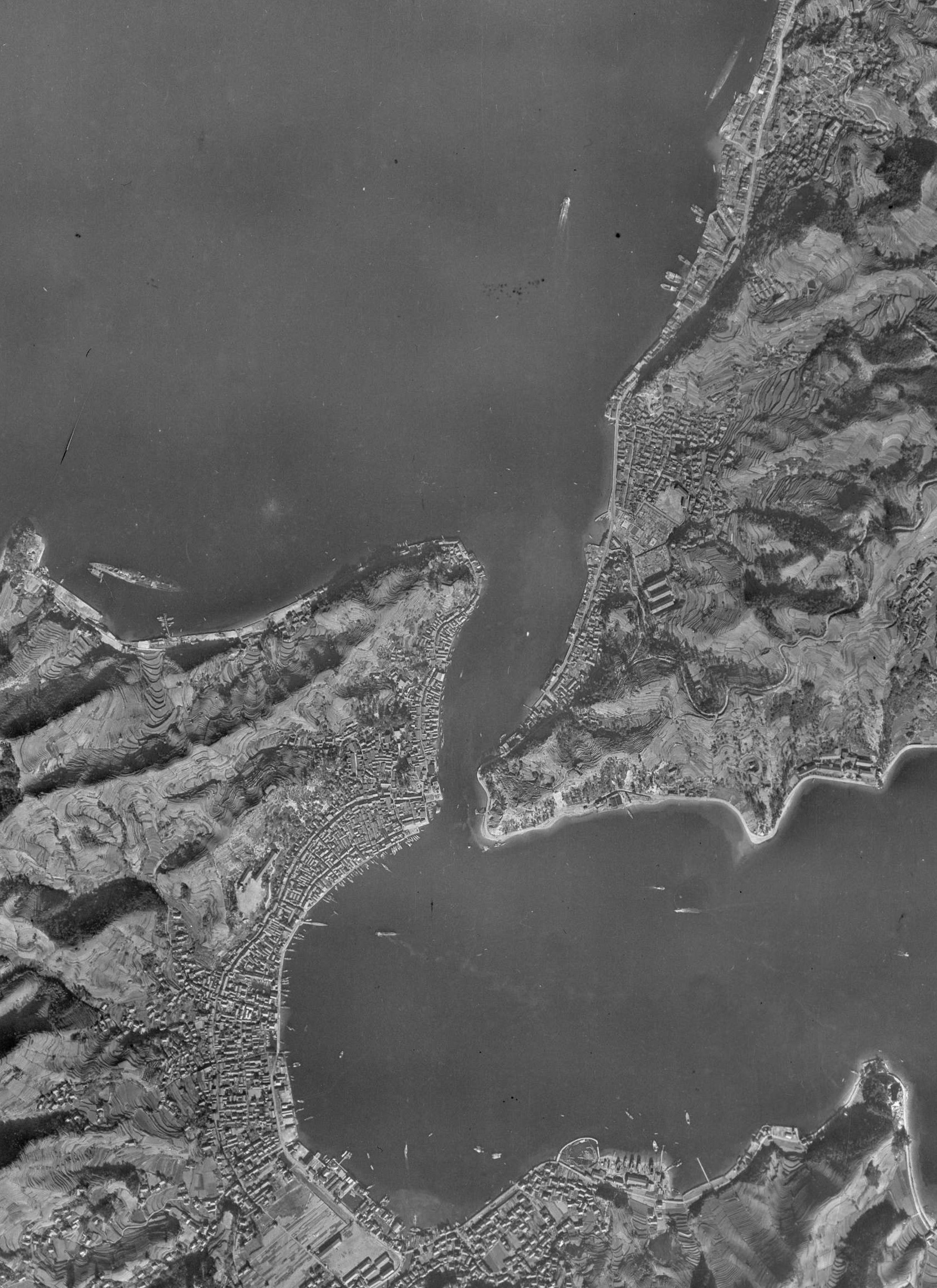
1947年。海峡周辺に砂浜が形成されているのがわかる。右上に青葉、左端に伊勢の陰影が見える。

近代に入ると、旧海軍により呉鎮守府設置が決まると軍港として大きく発展した。近代においては、この地は軍港の南側の入口であり、舟場であり漁師町であり、商家の土蔵や料理屋が建ち並んで賑やかな港町を形成していた。そして呉鎮や当時東洋最大規模となった呉海軍工廠が置かれた呉市へ、倉橋島の住民は出稼ぎに出るためにここを渡船している。倉橋島の北側にある渡子島村では、昭和初期に2割が交通業（渡船の操船など）に従事していた記録が残る。
また警固屋の南側にある標高218メートルの高烏山には、1901年（明治34年）軍港を守る目的として旧陸軍により呉要塞（広島湾要塞）「高烏砲台」が設置された。のちに旧海軍に移管され、28センチ榴弾砲6門が装備された。呉軍港空襲の最終局面では、航行が難しくなった旧海軍の艦艇が浮き砲台として周辺海域に配置され、アメリカ軍はそれを目標に攻撃している。

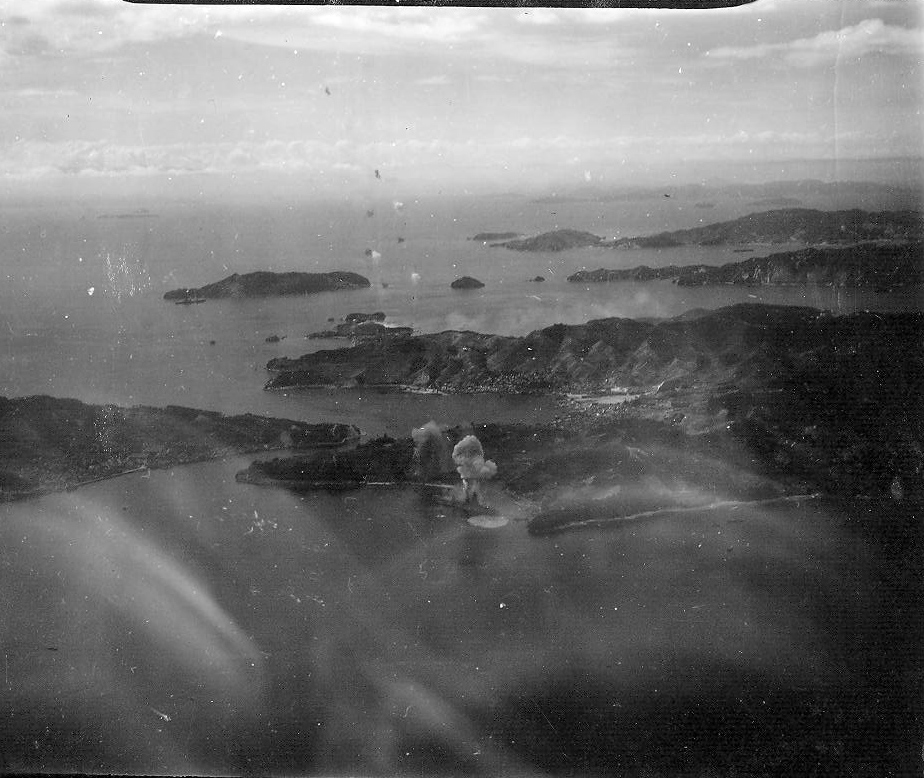
爆撃を受ける戦艦伊勢。右が倉橋島で左の海峡が音戸の瀬戸、左が呉市本土。左端の山に高烏砲台があるが、これには写っていない。写真左奥の情島の沖には、戦艦日向の姿も確認できる。

## 地理

### 概要
音戸の瀬戸は本州側の呉市警固屋と倉橋島の呉市音戸町との間にある海峡で、住所は北側が警固屋7丁目と音戸町三軒屋ノ鼻・南側が警固屋町鼻崎と音戸町清盛塚 。
東海地方伊良湖水道の古い船頭歌に「阿波の鳴門か音戸の瀬戸か伊良湖度合が恐ろしや」と歌われているように、海の難所として古くから広く知られていた。広島湾から安芸灘へ抜ける最短コースであるため船の通行量はとても多い。安芸群島の倉橋島・能美島などを離島架橋で繋ぐ出発点でもある。
古来、砂州あるいは点在する岩礁を伝って歩いて渡ることが可能だったとする伝承があり、昭和初期までは干潮時には海岸に沿って砂浜が現れていた。一方で地理学的に見ると古来からまったく繋がっていない海峡であり、交通の要所であったとして否定されている。地形学で見ると
1. 海底の地盤は花崗斑岩を中心とした堅牢な岩で構成されているため、侵食されにくく、かつ人力で開削するには困難である[11]。
2. この海峡の南北に海釜、つまり海流で削れた窪地があるが、その大きさから縄文時代には現在より早い海流であったことがわかっている[11]。
3. 縄文時代から現在の安定した海水面が形成されるまで、この海峡が陸地化するほどの変動した根拠が見つからない[11]。
4. 地形の経年変化と海流の関係性でみると常に土砂堆積作用より浸食作用の方が大きくなるため、過去に小島や砂州などが形成された可能性が低い[11]。
5. 海峡を埋め尽くすような土石流が発生した痕跡が発見されていない[11]。

歴史地理学で見ると
1. 古代における瀬戸内海の主流航路は、“地乗り”と呼ばれた山陽地方陸地側を沿って航行するものであった[11][34]。
2. 音戸に「渡子」という地名があり、これは7世紀から9世紀に交通の要所の置かれた公設渡船の“渡し守“に由来する[11][12]。
3. 「警固屋」はその名の通り“警固のための詰所“が置かれた地と考えられる[3][7]。
4. この周辺には「鍋」「烏小島」「亀ヶ首」「舞々尻」（かたつむり）「蕪崎」（カブ）などの名を冠した岩礁や半島が多くあるが、これらは当時の船乗りが航路の目印としてわかりやすくするため名付けたものと考えられる[11][12]。

### 潮流

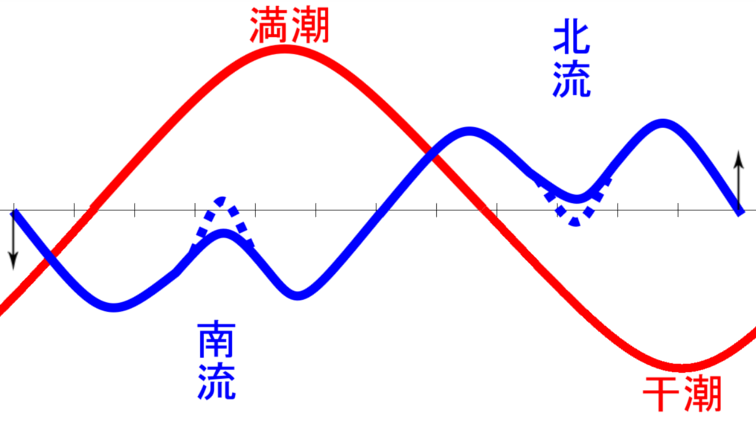
青が潮流、赤が潮位。

瀬戸内海広島湾周辺の水道あるいは瀬戸は、全国的に見ても潮流が早く、潮の干満で周期的に潮流の方向が変わる。その中でもここではさらに細かく流れが変化する特異な狭水道である。この特異な潮流から海の難所として知られ、「清盛のにらみ潮伝説」が生まれ、『音戸の舟唄』では「一丈五尺の櫓がしわる」と歌われている。
| 潮流                          | 経過時間 目安(h) | 潮汐 （呉港） |                                                                     |
| ----------------------------- | ---------------- | ------------- | ------------------------------------------------------------------- |
| -                             | 0                | 下            | - 干潮時間から約1時間半 - 2時間後に南流が始まる。                   |
| ↓南流↓ （ピーク）             | 1.5              | 上            | - 南流1度目のピーク。 - 大潮期で約4kn、小潮期2 - 3kn。              |
| ↓南流↓ （停止あるいは↑逆流↑） | 3.5              | 上            | - ピーク時から徐々に減じる。 - 場合によっては停止あるいは逆流する。 |
| ↓南流↓ （ピーク）             | 4から5           | 満潮          | - 南流2度目のピーク。 - 大潮期で約3 - 4kn、小潮期2kn。              |
| -                             | 6                | 上            | - 満潮時間から約1時間半 - 2時間後に北流が始まる                     |
| ↑北流↑ （ピーク）             | 7.5              | 下            | - 北流1度目のピーク。 - 大潮期で約4kn、小潮期2 - 3kn。              |
| ↑北流↑ （停止あるいは↓逆流↓） | 9.5              | 下            | - ピーク時から徐々に減じる。 - 場合によっては停止あるいは逆流する。 |
| ↑北流↑ （ピーク）             | 10から11         | 干潮          | - 北流2度目のピーク。 - 大潮期で約3 - 4kn、小潮期2 - 3kn。          |
| -                             | 12               | 下            | - 以上を繰り返す。                                                  |

## 交通

### 音戸瀬戸航路
可航幅は本航路が幅60メートル（最浅水深5メートル）、その両外側に補助航路（水深3メートル）が設けられている。南北双方とも橋梁の下を通ることになり、北口が満潮時桁下39.0メートルの第二音戸大橋、南口が満潮時桁下23.5メートルの音戸大橋になる。現在の航路は1957年までに運輸省（現国土交通省）が掘削・整備したもので、1976年開発保全航路に指定されている。
北側の広島港および呉港から南側の安芸灘を最短距離で結び、関西および四国地方へと繋がる航路の中にある。貨物船・油送船などの内航小型船を中心に、漁船やプレジャーボートの他、高速旅客船や低速の台船・曳船なども航行する。1日あたりの船舶交通量は1960年代で約700隻、1990年代で約500隻。
狭い可航幅と多種多様な船舶が通る交通量の多さ、強くかつ複雑な潮流に加え南側は約90度変針して幅500メートル×長さ1,000メートルの航路筋があり、さらに見通しが極端に悪いことから、危険な航路である。日本における代表的な右側端航行困難な狭水道である。そうした状況でありながら、海上保安庁の周知もあり他の狭水道とくらべて海難事故は少ない。海保が規制している海域の航法は以下の通り。

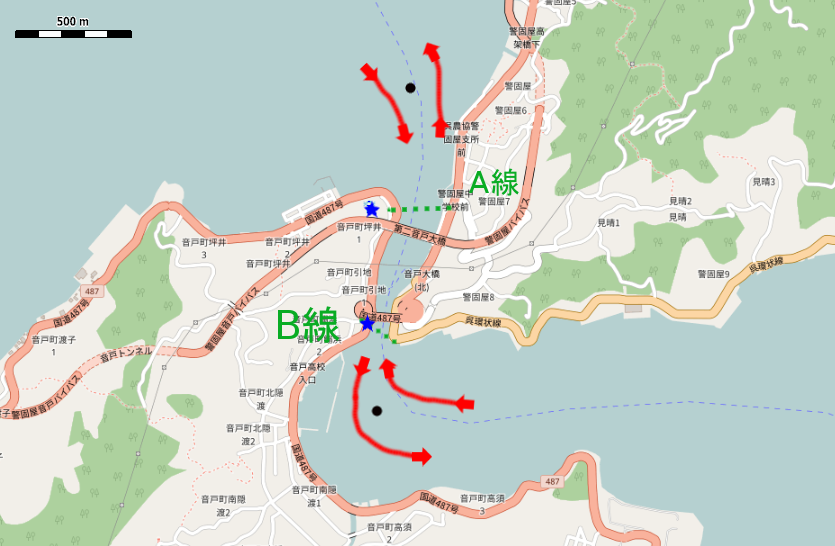
航法。黒丸が灯浮標。青星印の下側が清盛塚、上側が音戸灯台。

なお、音戸ノ瀬戸の北側に音戸瀬戸北口灯浮標、南側に音戸瀬戸南口灯浮標が設置されている。2023年2月、航行中の貨物船が岸に近づきすぎて衝突し、伝清盛塚への参拝橋が陸側の根元から海中に落ちる事故が発生した。同年10月25日から伝清盛塚への参拝橋の撤去工事が開始されることになったが、再建について呉市は未定としている。

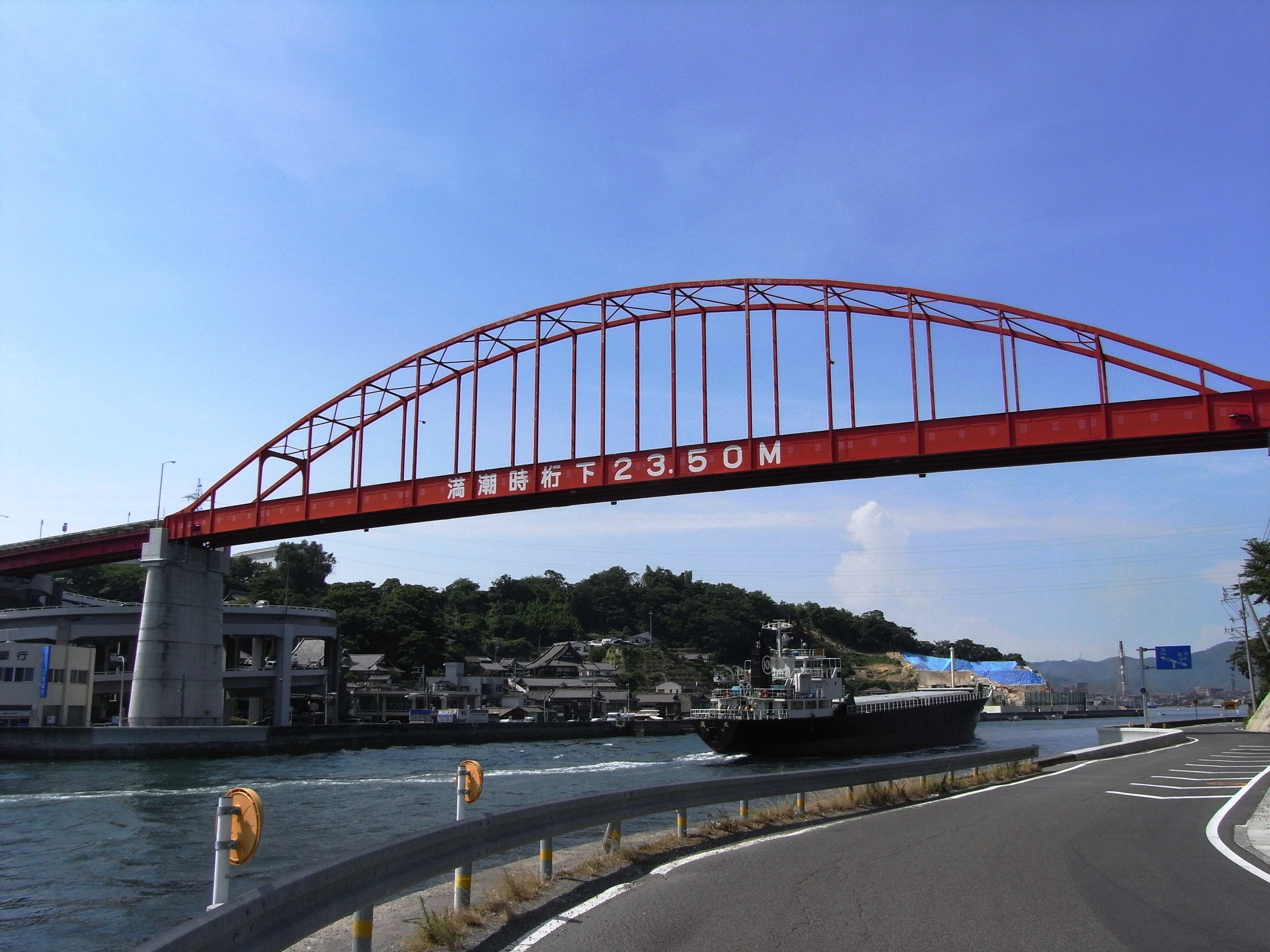
音戸大橋下を貨物船が通る。
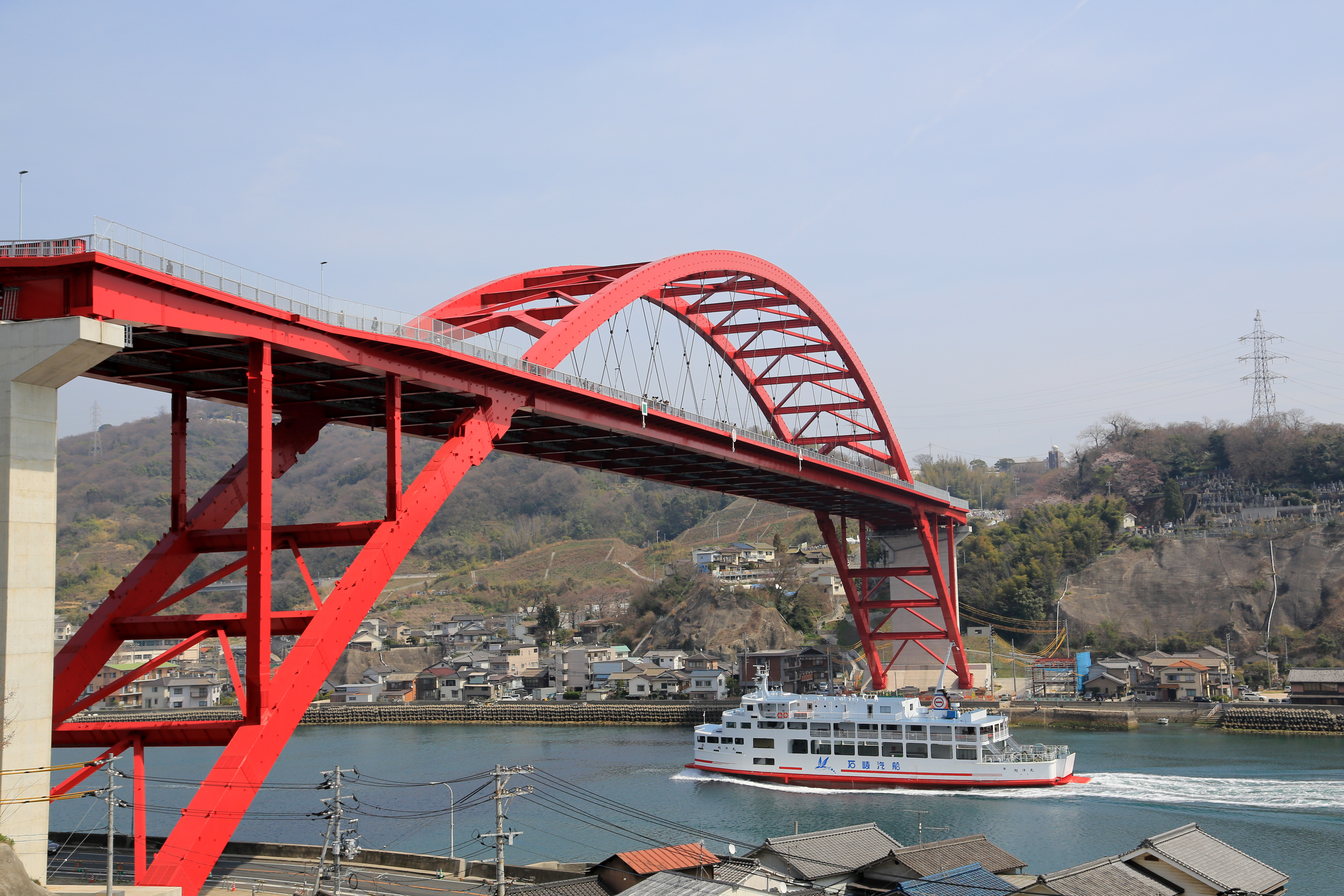
第二音戸大橋下を広島-松山（四国）間を結ぶ定期船が通る

### 渡船・橋梁
渡船
かつて「音戸渡船」あるいは「音戸の渡し」として運航されていた渡船は、航路約90メートルで渡航時間は約2分、日本一短い海上定期航路と言われていた。使用する2隻の船の損傷（2021年7月に発生）および、コロナ禍を起因とする乗客減少により2021年（令和3年）10月31日に廃止された。
乗客一人でも運行し、桟橋に立ち合図を送れば随時運航された。そのため時刻表はなく、午前7時から午前12時、および午後2時から午後7時の間に運航されていた。
※参考：音戸渡船 - 呉市交通政策課
※参考：日本一短い航路「音戸の渡し船」 - 呉市観光振興課
橋梁
歴史
幅の狭い海峡であるが強い潮流であるため、泳いで渡ることができなかったことから、古くから渡船という手段が用いられた。現在の音戸渡船の形は江戸時代からと言われている。そしていつごろからか急流から舟歌『音戸の舟唄』が作られ歌われている。戦後は、1日あたり平均250往復、6,000人から7,000人、軽車両2,000台が利用していた。渡船は24時間開かれ、4隻で船頭10人以上で運航していた。
こうしたことから、安全な交通手段としてそして音戸町発展のため様々な計画が上がる中で離島架橋が決まり、1961年当時は有料橋として音戸大橋が架橋した。1974年に無料化し現在に至っている。ただこの音戸大橋は歩行者には不便な橋であったため、音戸渡船はそのまま続き、さらに広域交通網整備、特に安全確保と災害時の緊急道路として2013年第二音戸大橋が架橋された。
一方、音戸渡船の客はこうした中で2010年代で1日あたり約200人、架橋前の1/30ほどにまでに落ち込んだ。音戸大橋より利便性が高かったため、通学する高校生にとっては必要であった。歩道が整備されている第二音戸大橋架橋が決まると必要性が減ることから、地元住民により渡船を守ろうとする動きが始まり、呉市は運営に補助金をだし、さらに地元では観光展開しアピールに努めていた。
定期航路廃止後の2023年、音戸渡船の警固屋側の待合所は手書き料金表などそのまま残す形でカフェとなった。

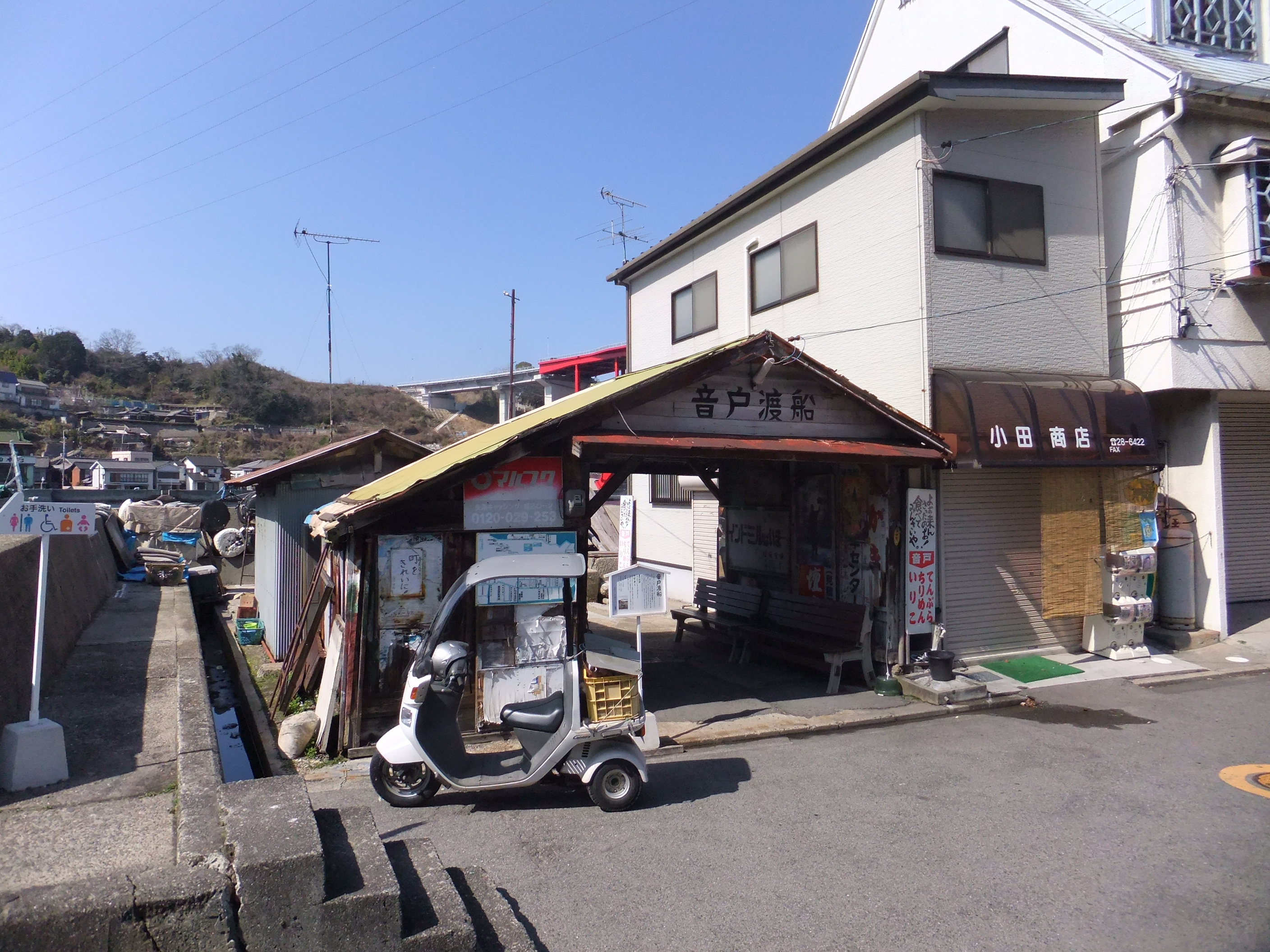
船着き場（警固屋側）
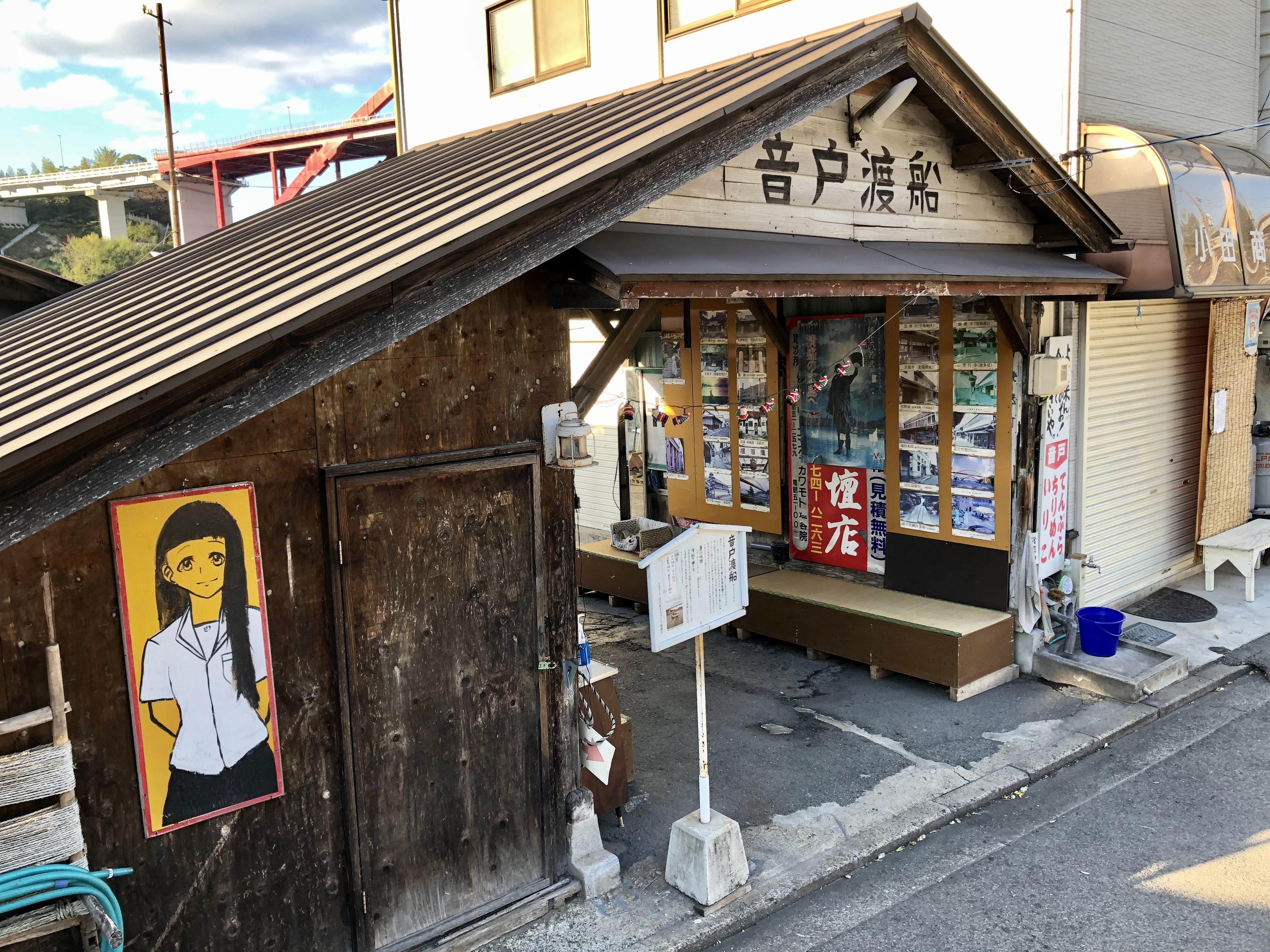
船着き場（警固屋側）
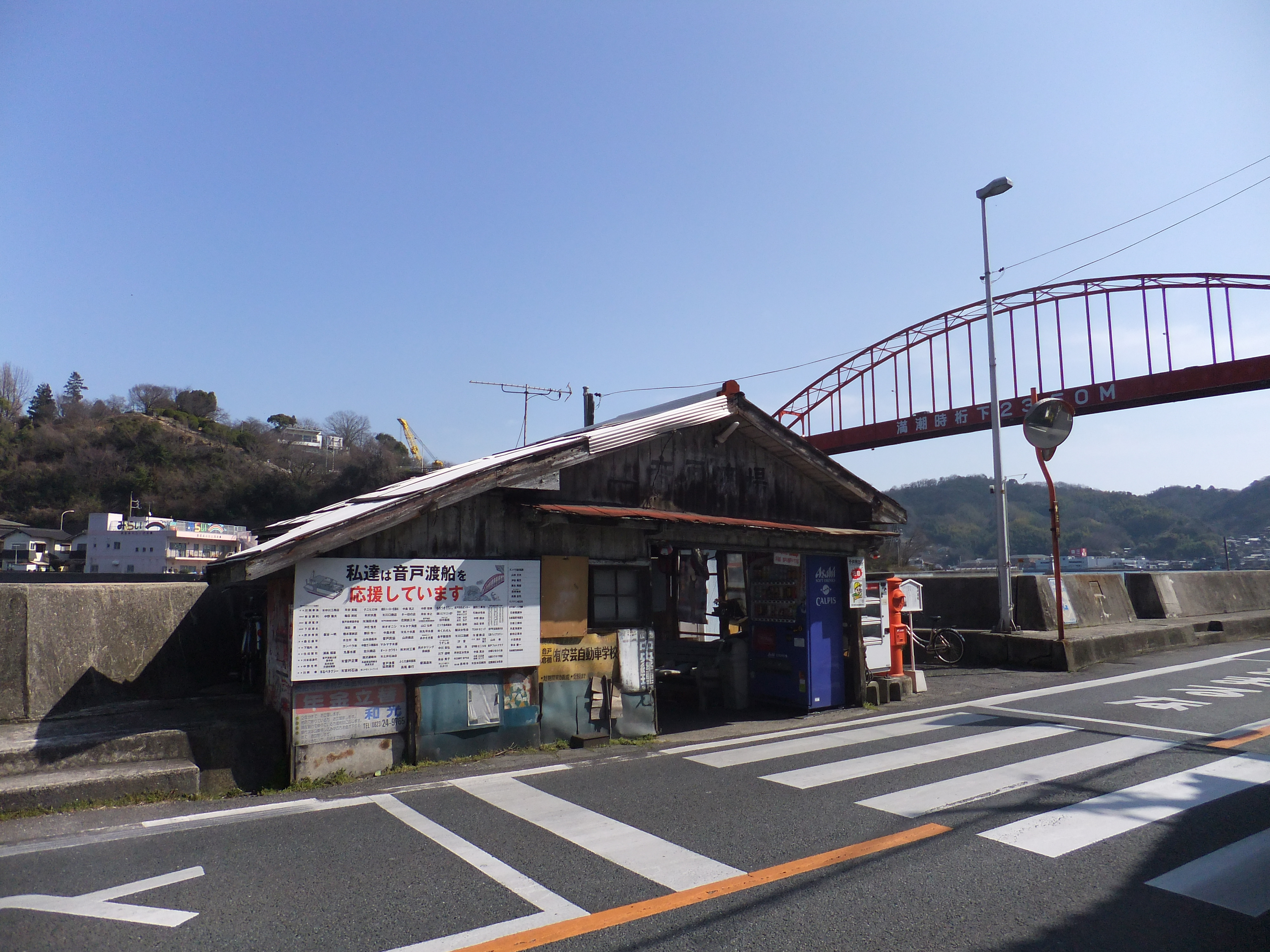
船着き場（音戸側）
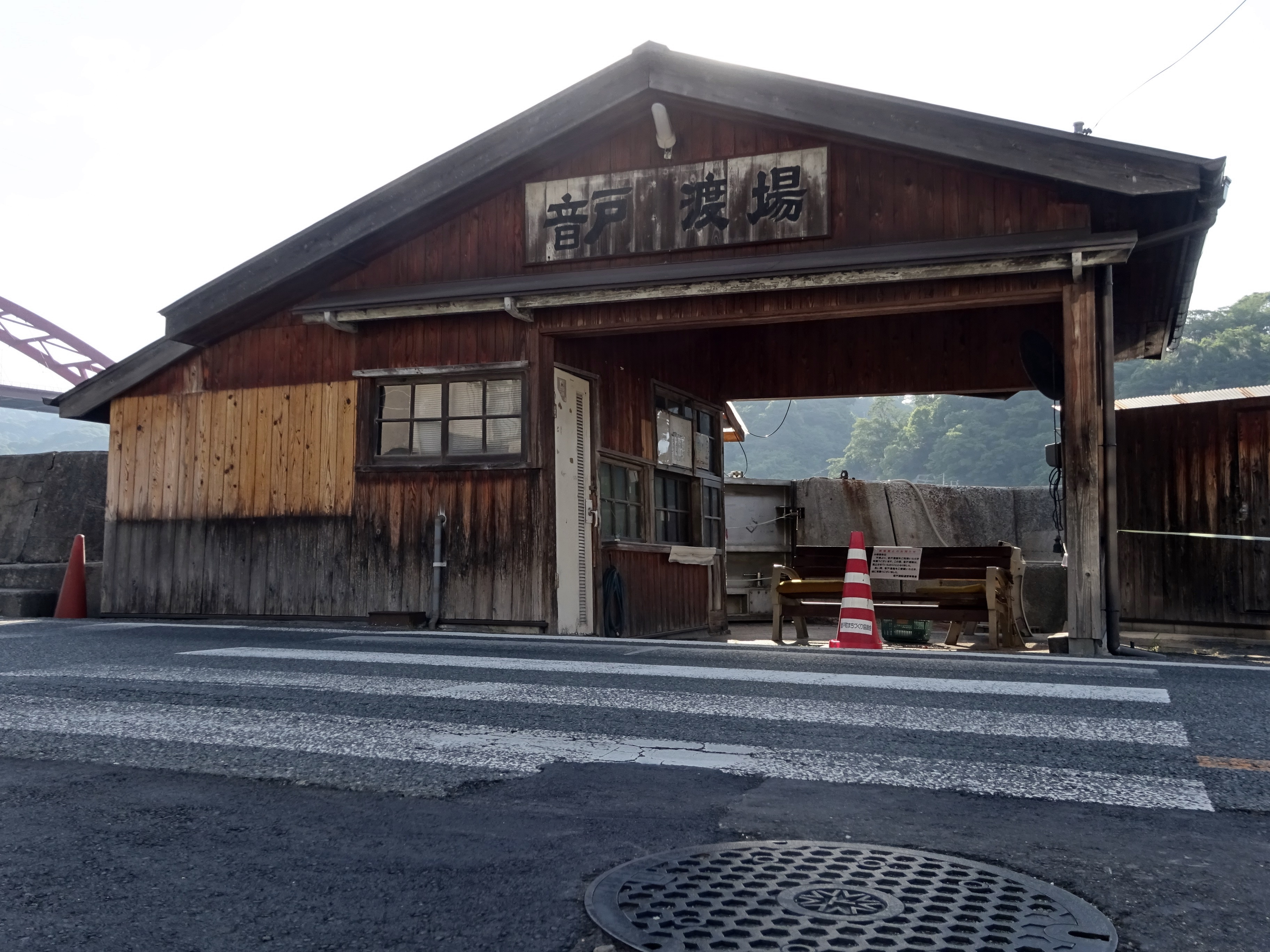
音戸渡船音戸側（廃止後）
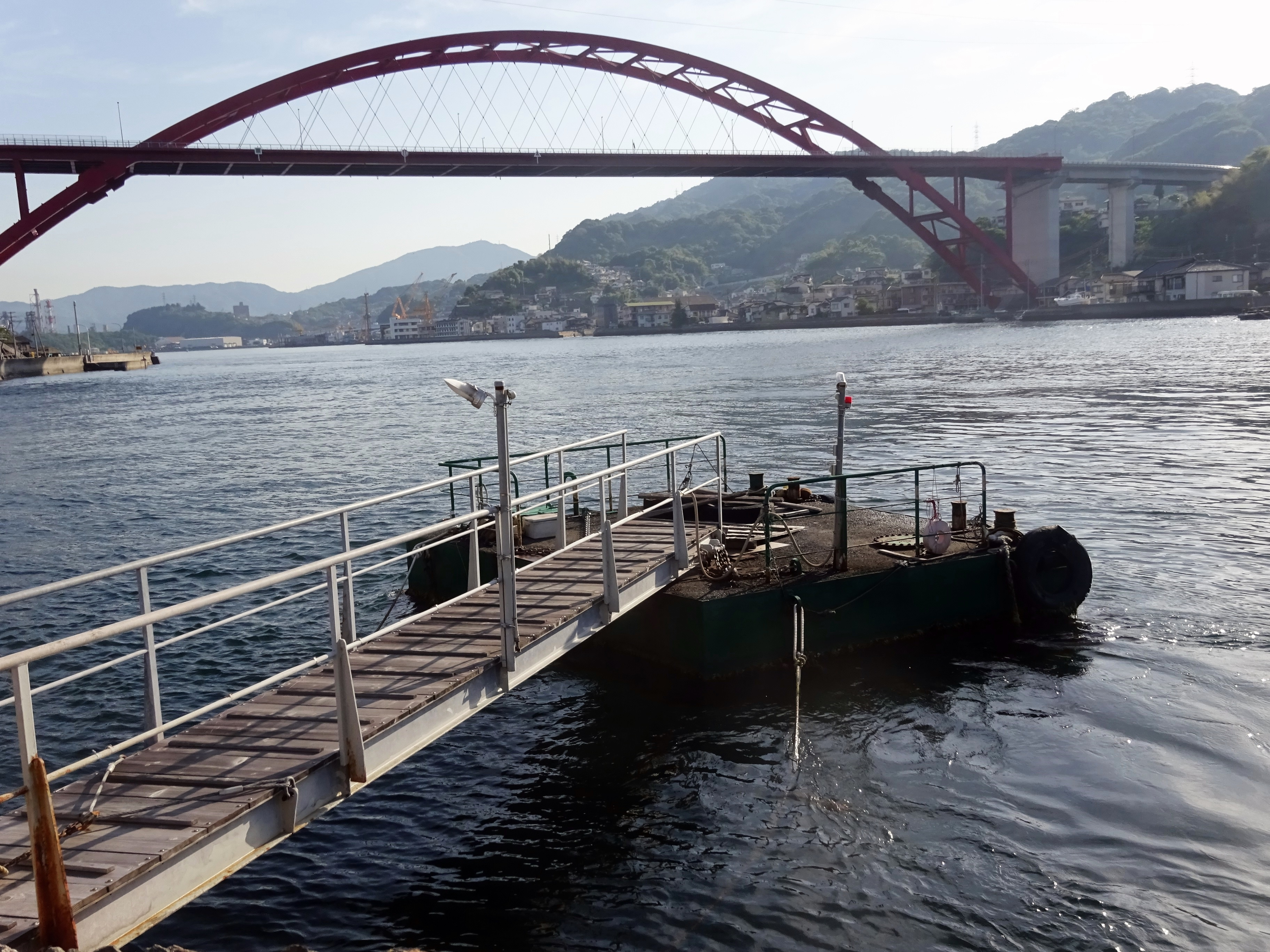
音戸桟橋跡と音戸第二大橋
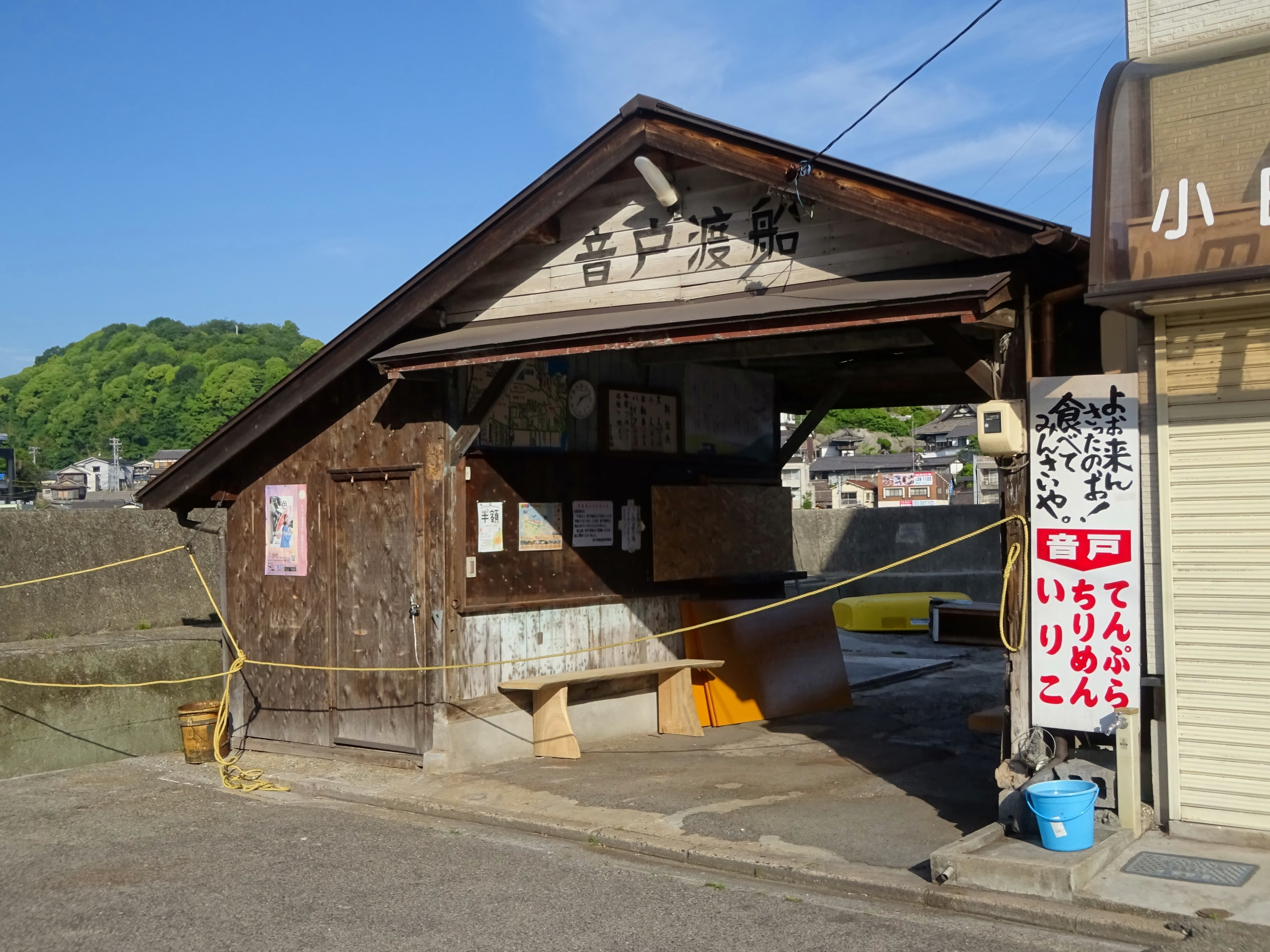
音戸渡船警固屋側（廃止後）

## 文化

### 音戸の舟唄
日本の著名な舟唄の一つ。いつごろからか船頭の舟唄が作られた。江戸時代には歌われていたとされ、渡船の近代化により歌われなくなっていったが、昭和30年代に高山訓昌が編曲したものが今日の音戸の舟唄となり、昭和39年保存会を設立し、歌い継がれている。

### 音戸清盛祭
5年あるいは6年に1度旧暦3月3日に開催。
清盛を偲んで行われていた念仏踊りが祭りの起こりと言われている。これが天保年間（1830年から1844年）に時代行列へと変わった。現存最古の記録は天保5年（1834年）旧暦7月16日・17日に行われたものになる。戦後のことである1952年から開催費用が原因でしばらく休止し、1979年呉市無形文化財に指定、1991年に祭りとして復活した。
太鼓を鳴らしながら、毛槍の”投げ奴”、開削工事者に扮した”瀬堀”、大名の所持品を運ぶ”挟箱”、道中奴や道化踊りを交えた約500人が音戸の瀬戸沿いの道をねり歩く。

### 音戸清盛太鼓保存会
1992年音戸町制60周年記念事業として、清盛と音戸をテーマに作られた。

### 文学
今川貞世は1389年（康応元年）『鹿苑院殿厳島詣記』にて一句詠んでいる。
頼山陽は漢詩を残している。これは現在、おんど観光文化会館うずしおに掲げられている。
吉川英治は『新・平家物語』を書くにあたり当地を取材に訪れ、瀬戸を見おろす丘に立ち一言残している。
音戸の瀬戸公園にこれが吉川直筆で書かれている「吉川英治石碑」が建立されている。
山口誓子の方は句集『青銅』の中にあるもので、現在の音戸の瀬戸公園付近から対岸の倉橋島を見て詠んだ。山口の弟子にあたる橋本多佳子のものは呉港を見て詠んだもの。共に音戸の瀬戸公園に句碑が建立されている。
葛原繁歌碑も音戸の瀬戸公園に建立されている。

### ロケ地
- 1957年『島』 - 劇作家堀田清美が終戦後の倉橋島を舞台に被爆者の実像を描いた戯曲で、1957年劇団民藝で初公演した。1958年第4回新劇戯曲賞（岸田國士戯曲賞）を受賞している[61]。
- 2012年『平清盛』
- 2013年『たまゆら』

## 周辺
ここでは、周辺の観光施設について列挙する。

### おんど観光文化会館

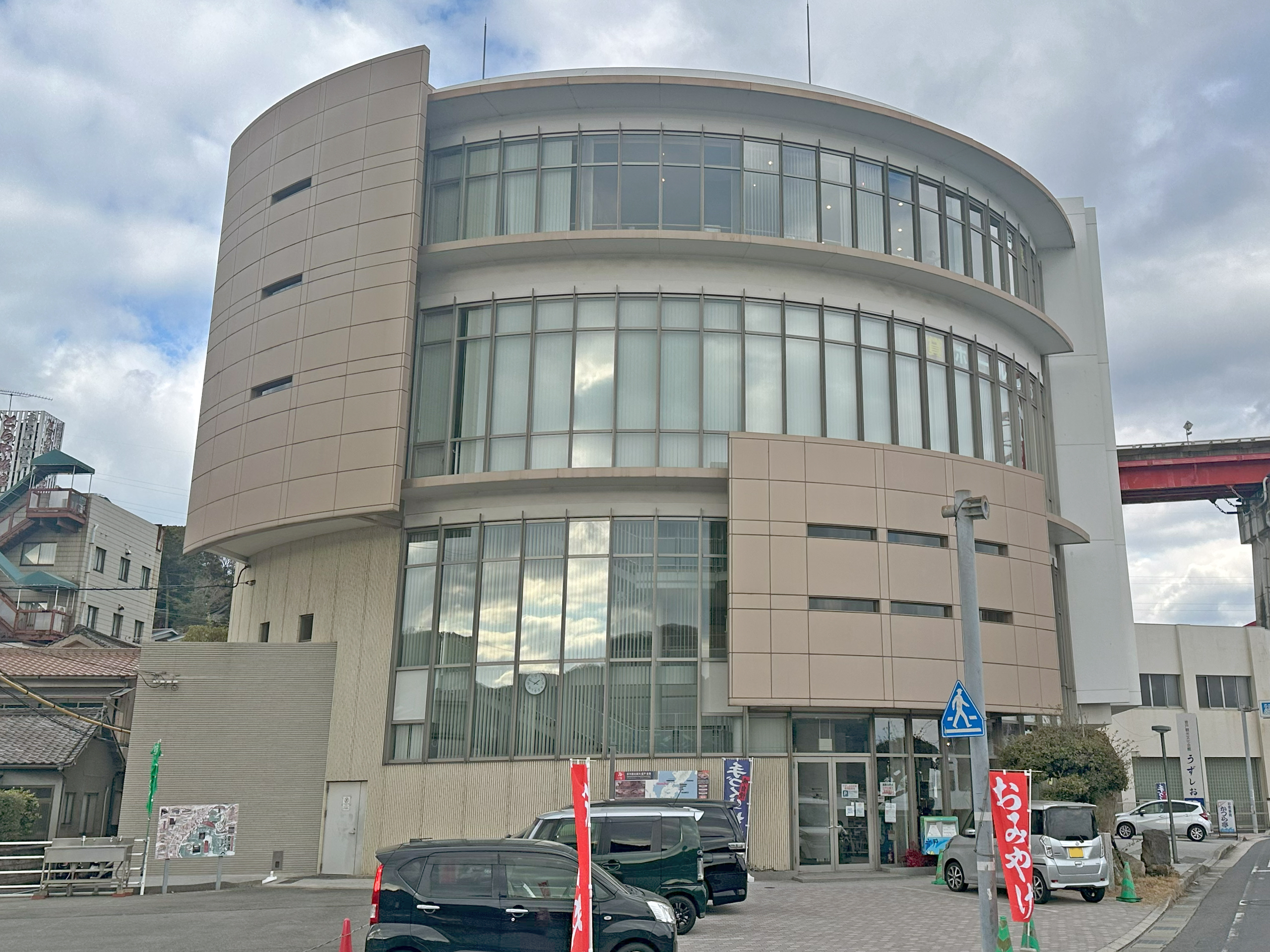
おんど観光文化会館

清盛塚の西側、音戸大橋西詰にある施設。4階建。音戸の瀬戸に関する資料が展示されており、瀬戸を望む展望台やレストランがある。2023年には付近にある広島県立音戸高等学校の生徒がデザインしたラッピングポストが建物前に設置された。
- 公式ウェブサイト
- 公式 Facebook (ondo.uzushio) - Facebook

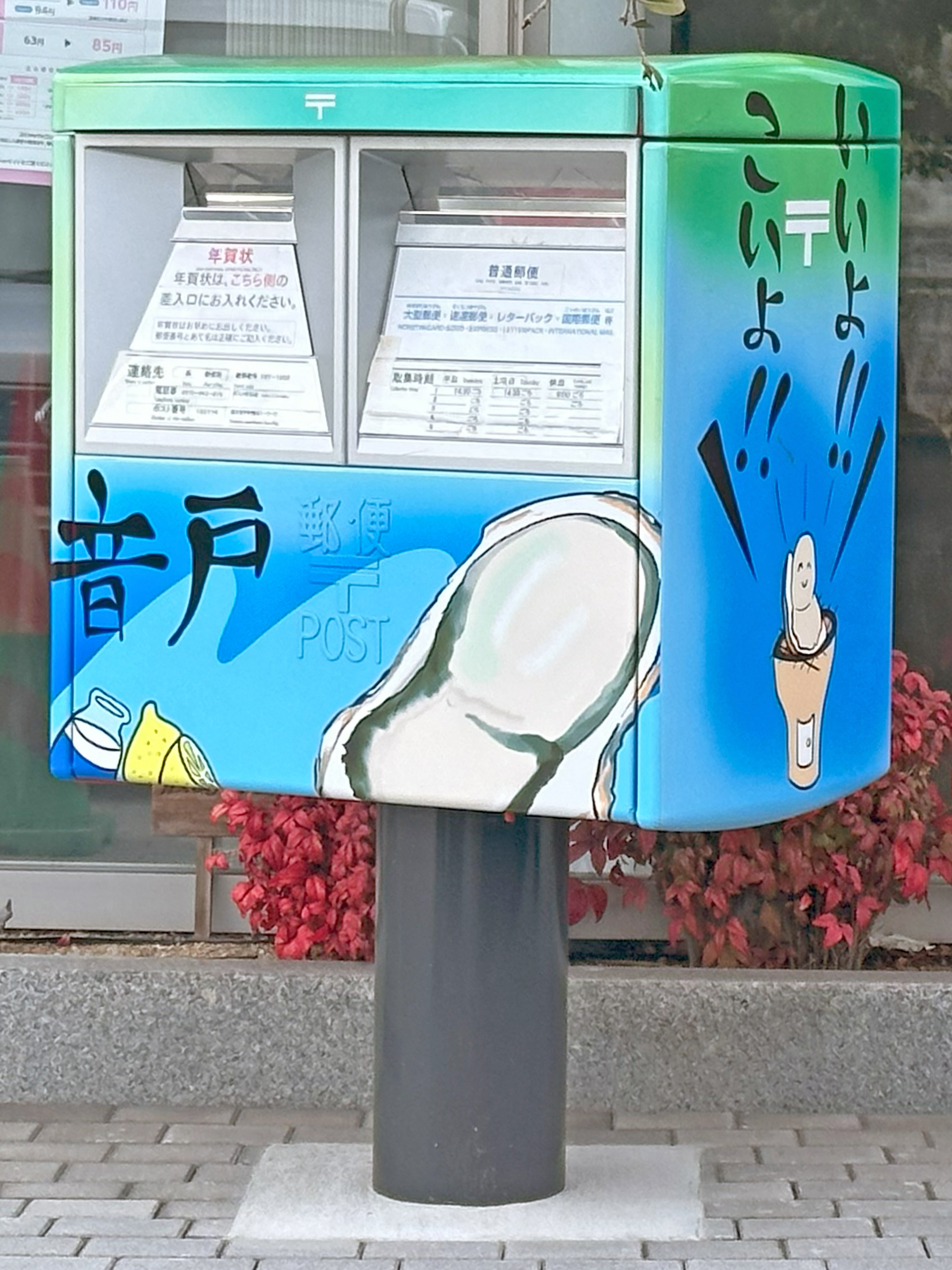
建物前に設置されているラッピングポスト

### 音戸の瀬戸公園

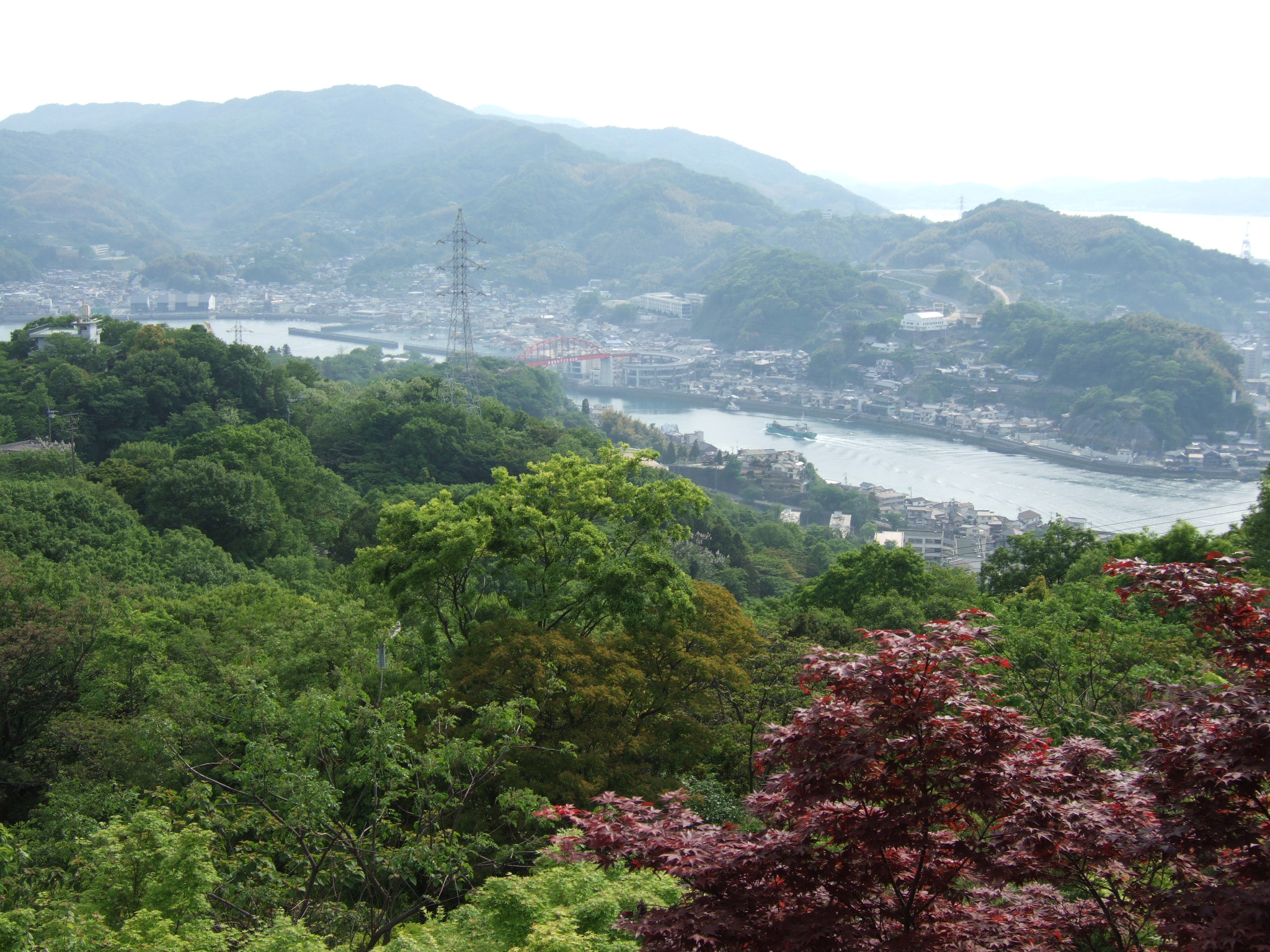
音戸の瀬戸公園から望む

音戸大橋東詰から高烏台まで続く、敷地22.1ヘクタールの公園。高低差は約200メートル。上までの道に沿って句碑が点在している。そして平清盛の開削伝説にちなんだ碑・像が点在している。
- 音戸大橋付近の駐車場は元々料金所が置かれていたところで、無料開通した際に撤去された。道路沿いや法面を中心に約8,300本のツツジが植えられ、見頃となる春には観光客で賑わう[64]。
- 中腹にはさくらの里とつばき園がある。園内には桜が2,300本植えられ呉市のおける桜の名所の一つとなっている[64]。
- 上部が高烏台になる。高烏の名の由来は、神武東征において神武天皇を案内していた八咫烏が途中羽根を休めた地という伝承から[17]。高烏砲台跡として、砲台基礎や弾薬庫の一部、兵舎跡が現存している[65]。なお火薬庫のみ入船山記念館に移設されている[66]。そして開削800周年を記念して、立烏帽子直垂姿の平清盛が日没の方向に扇を向けて立つ姿の2.7メートルの銅像「日招像」が1967年（昭和42年）7月に建立された[3][17]。

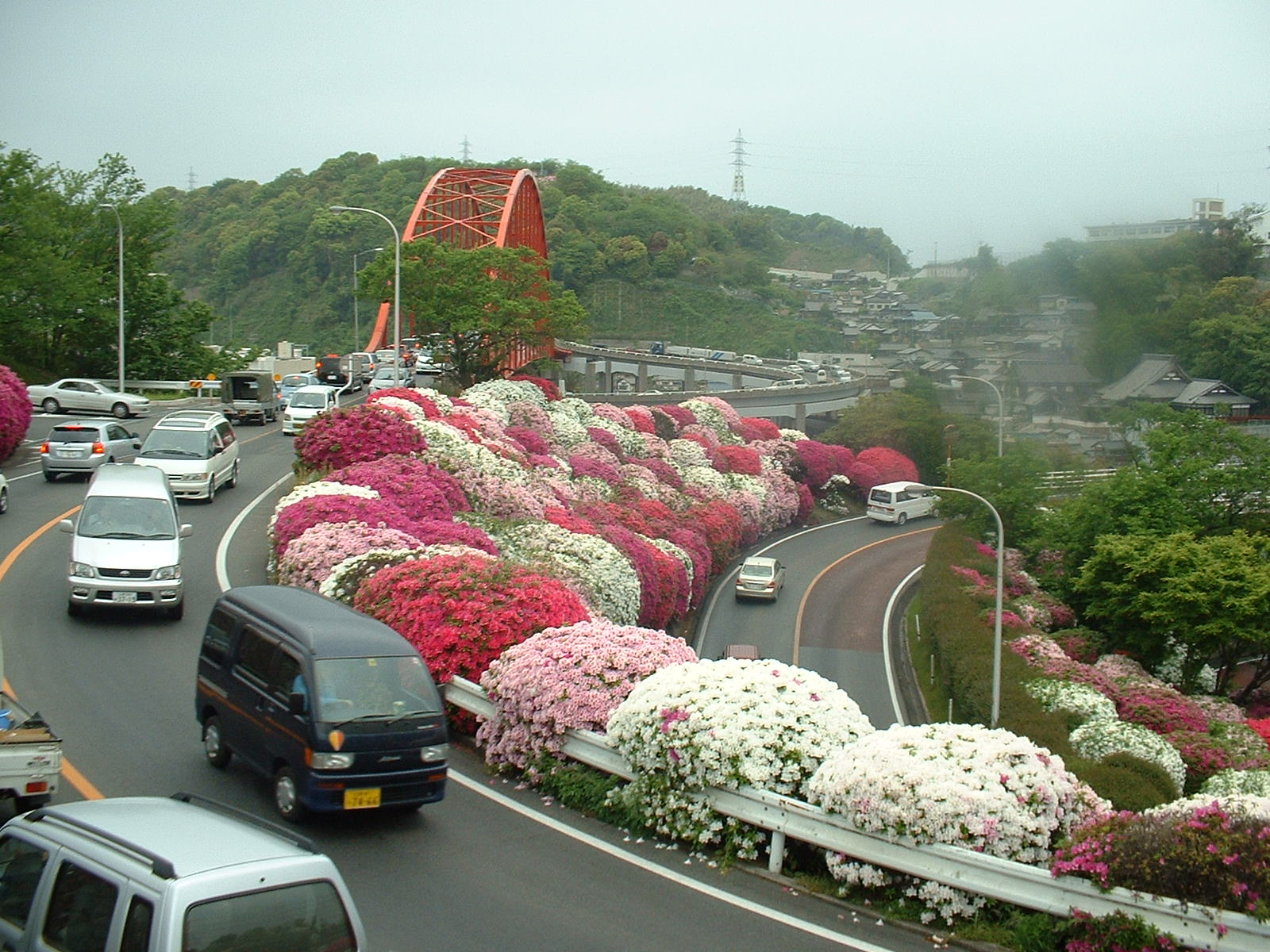
音戸の瀬戸公園のツツジ。
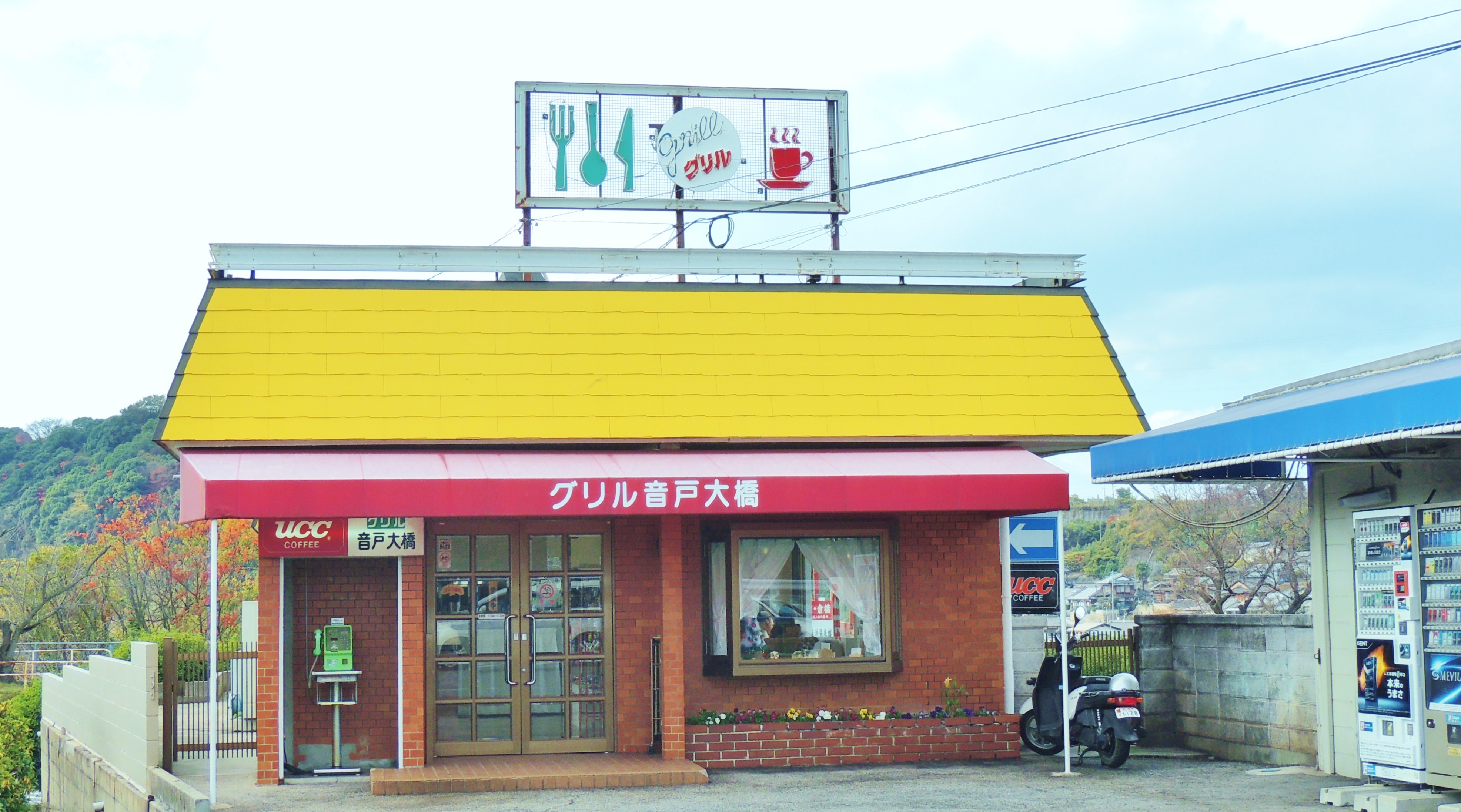
音戸の瀬戸公園内の飲食店。

### 日招き広場

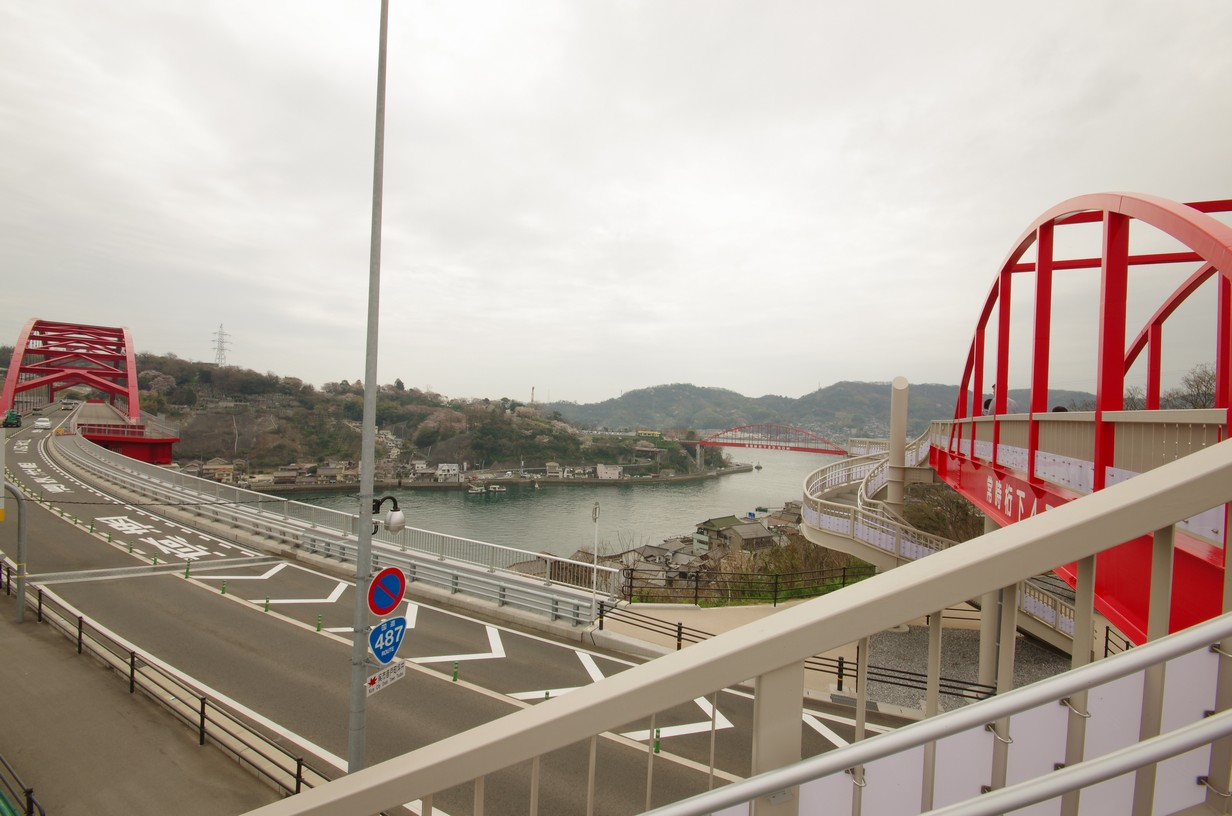
「第三音戸大橋」から望む

2013年、第二音戸大橋が整備された際に、その倉橋島側に観光用のコミュニティー広場と通行止の際の転回場を兼ねた広場が整備され、日招き広場（正式名称は坪井コミュニティ広場）と呼称された。
北側が0.207ヘクタール、南側が0.117ヘクタール。2つの広場を繋ぐ歩道橋は最初に建設された音戸大橋を似せて作られたもので、「第三音戸大橋」の愛称が付与されている。

## ギャラリー

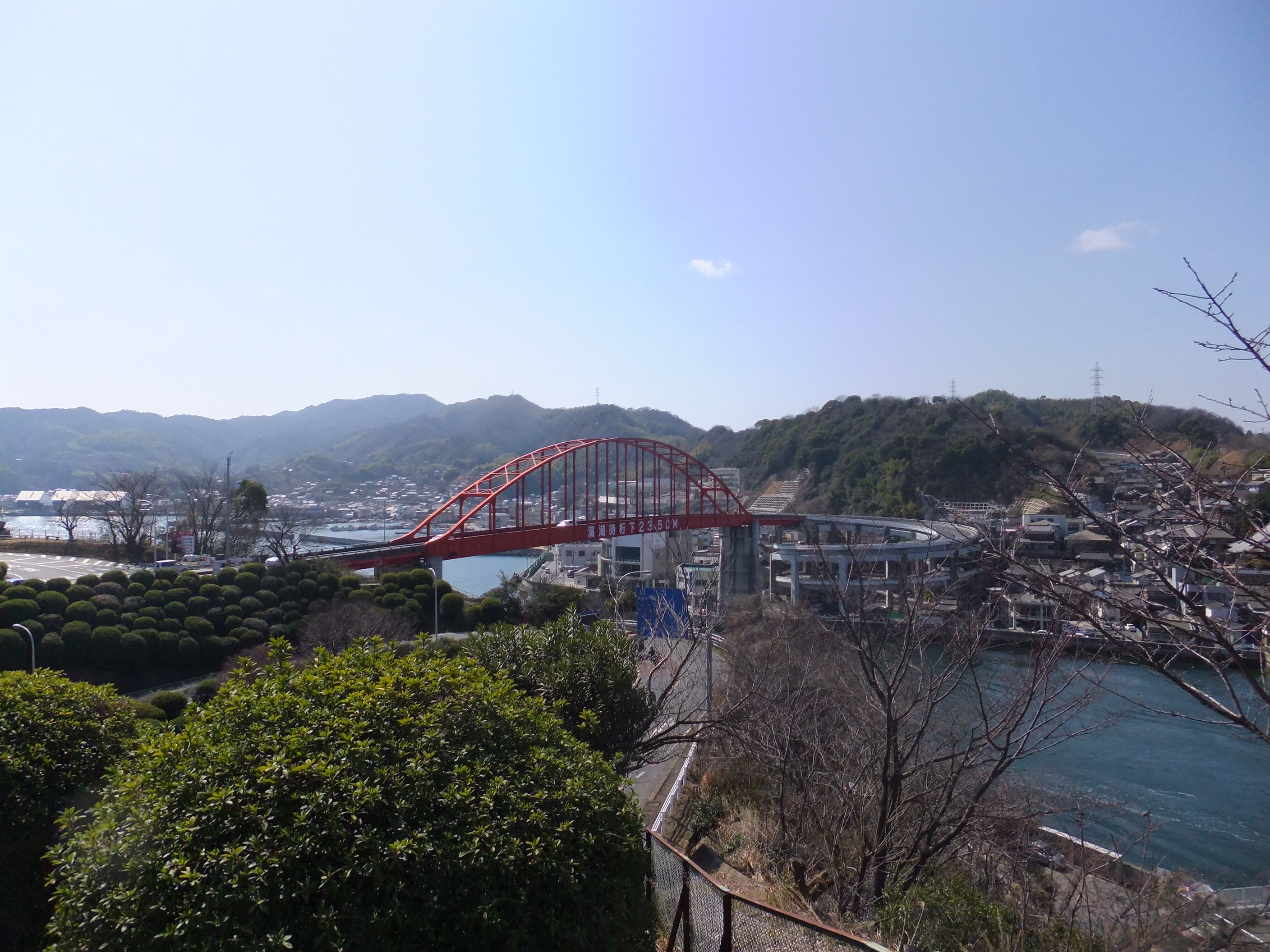
音戸大橋
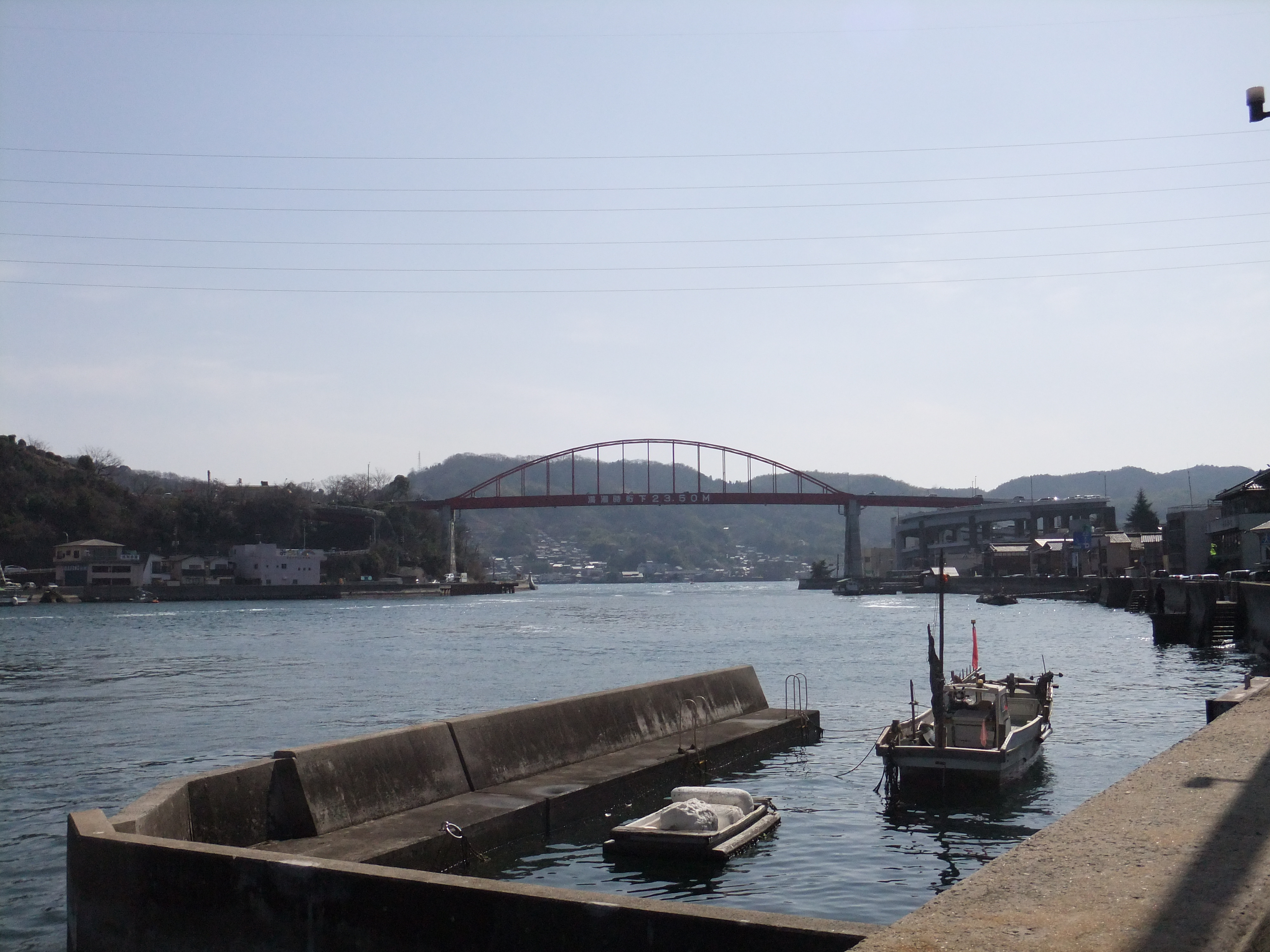
第二音戸大橋音戸側から南方向を望む。
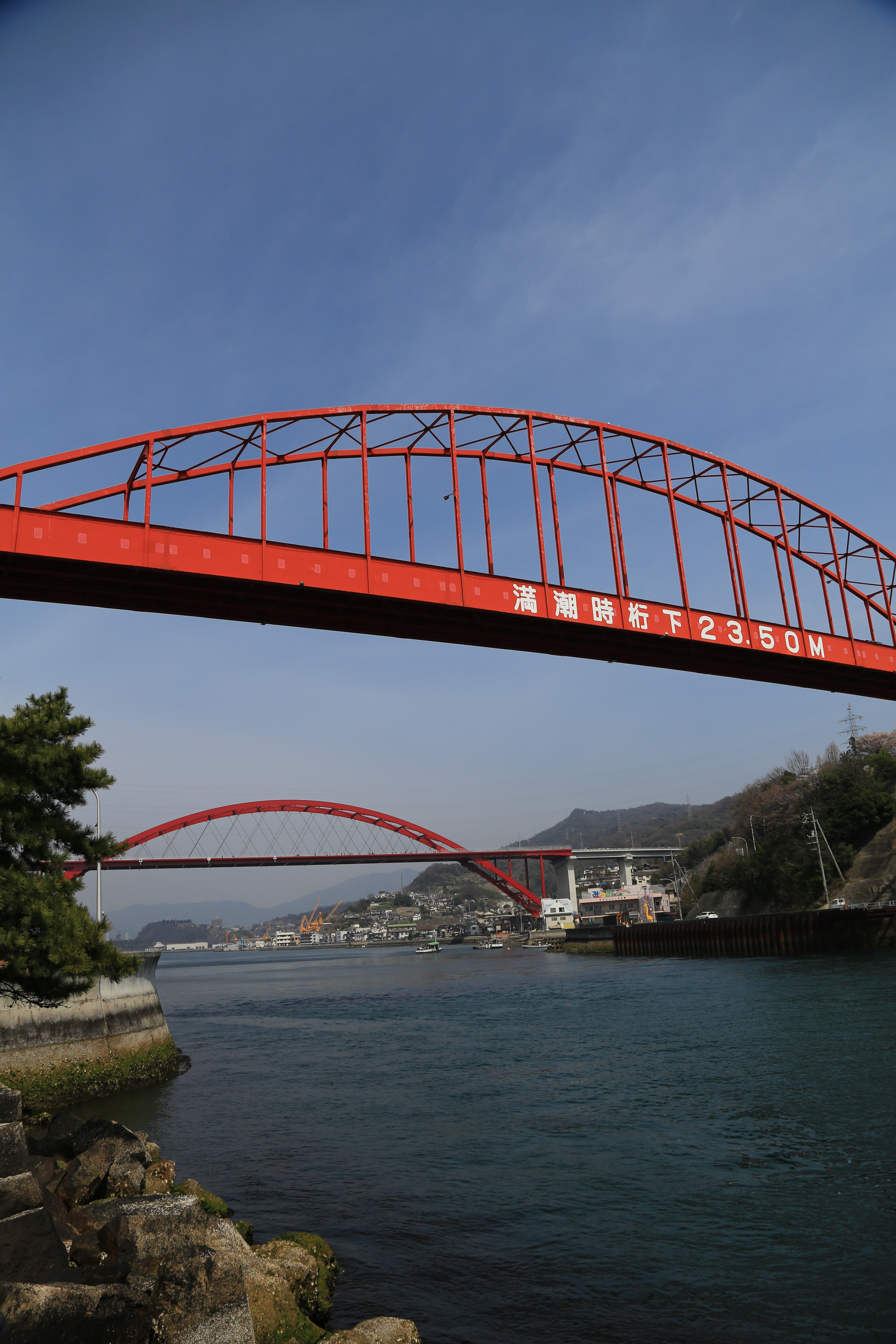
音戸大橋と第二音戸大橋
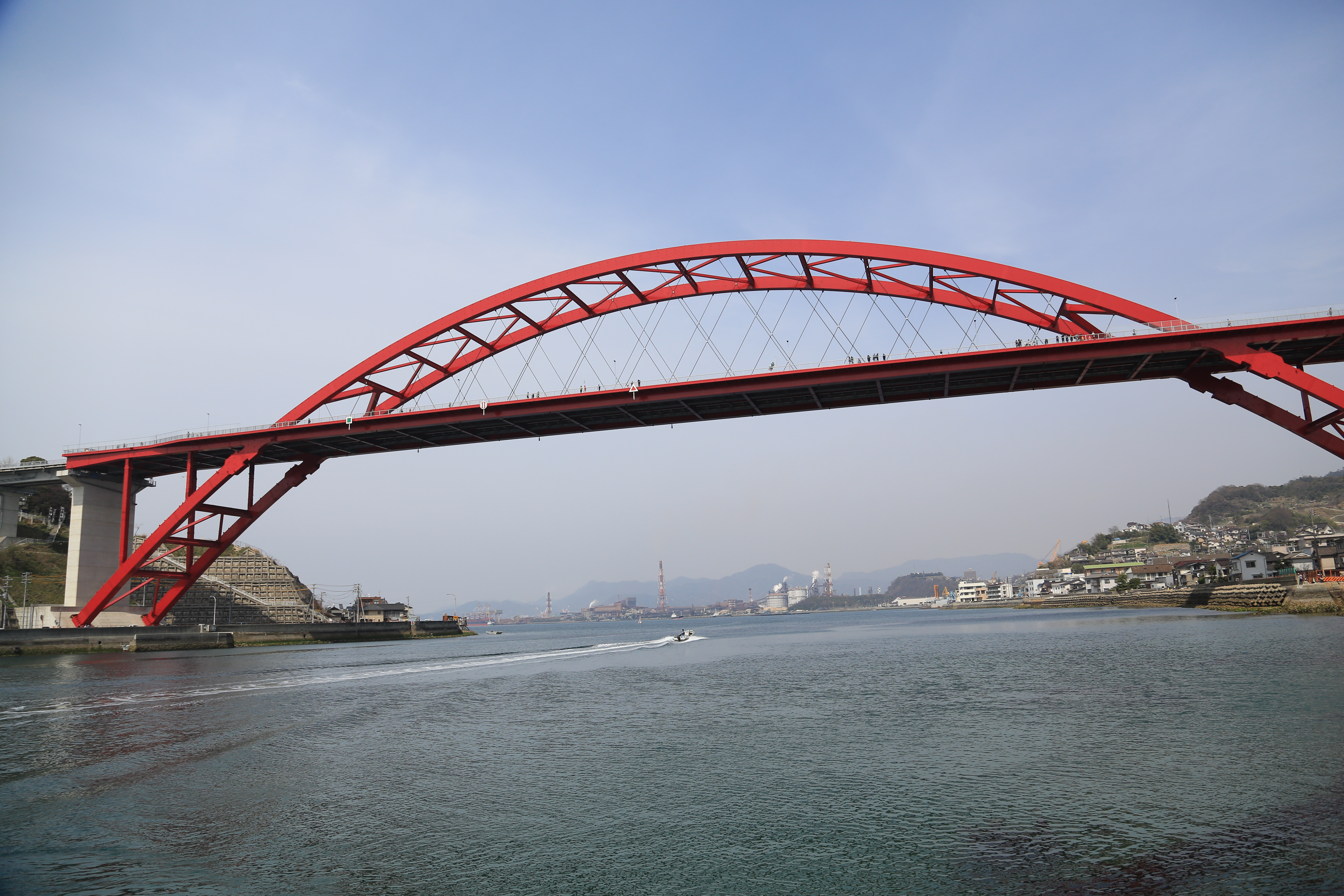
第二音戸大橋
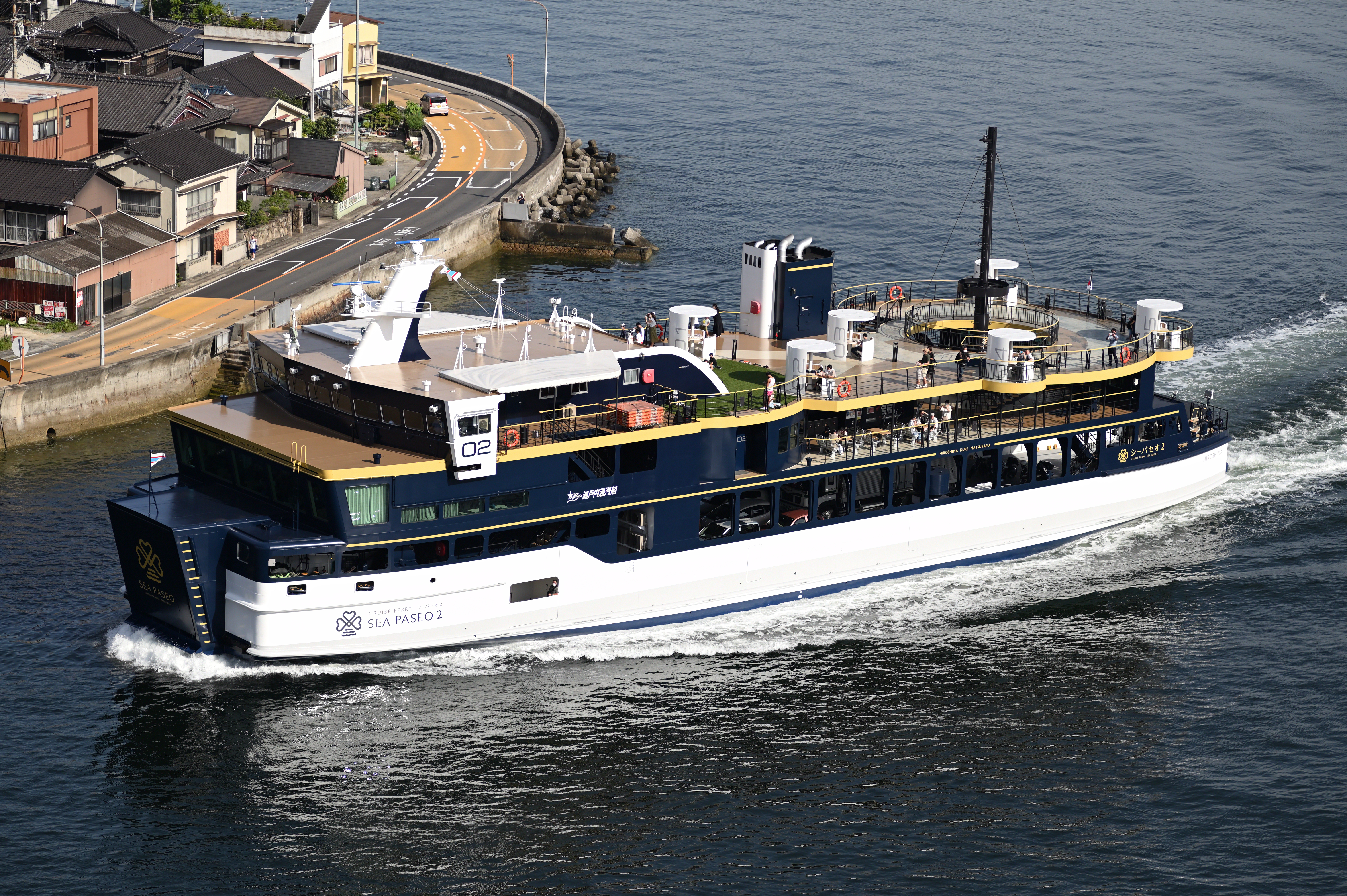
音戸の瀬戸を南向きに通過中のフェリー「シーパセオ2」（第2音戸大橋より撮影）
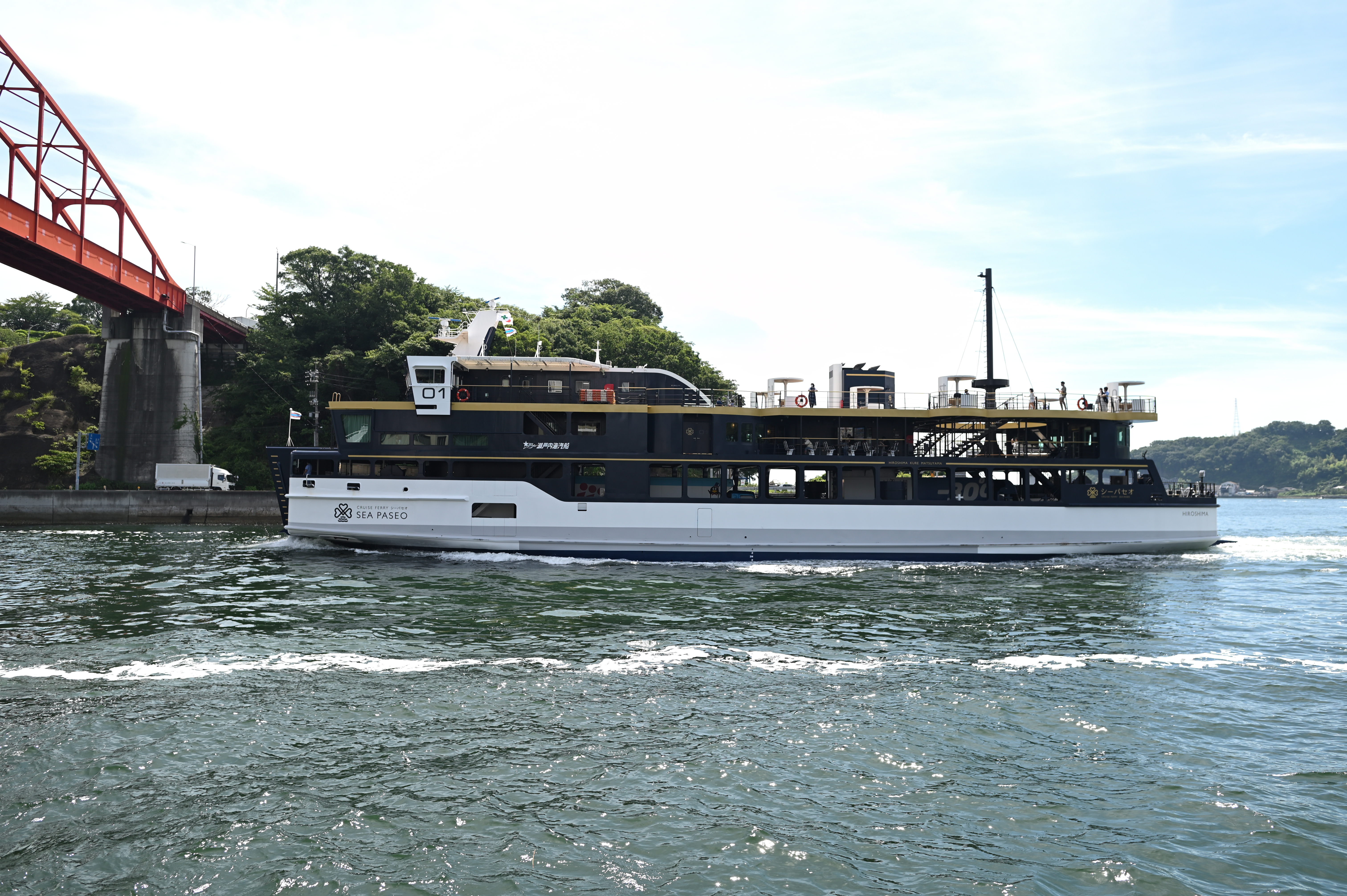
音戸の瀬戸を北向きに通過中のフェリー「シーパセオ」。清盛塚より撮影。